# Tramway de Dunkerque
Le tramway de Dunkerque est un ancien réseau de transport exploité dans cette ville et sa banlieue à partir de 1880.
Pratiquement détruit, comme la ville, pendant la Seconde Guerre mondiale, une de ses lignes a néanmoins été reconstruite après-guerre, et le dernier tramway a circulé le 3 novembre 1952.

## Histoire
- 1838 : Le chemin de fer dessert Dunkerque, favorisant le développement de la ville et du port[2]
- 12 août 1873 : le conseil municipal dunkerquois demande au gouvernement l’implantation d’un réseau de tramway constitué par deux lignes, l'une entre la gare - Casino de Malo-les-Bains, et l'autre, se détachant de la première place Jean-Bart pour aller jusqu'à la limite communale de Rosendaël[2].
- 14 septembre 1875 : Le premier tramway hippomobile de Dunkerque est déclaré d'utilité publique, et la concession rétrocédée à M. Spilliaerdt-Caymax[3], un négociant-armateur anversois[4]. Cette concession devait expirer en 1919.
- 13 juin 1880 : Mise en service, en traction hippomobile, de la première ligne[1], sur 2 km, entre la gare de Dunkerque et la chapelle Notre-Dame des Dunes. La ligne est prolongée jusqu'au Casino lors de la livraison de la nouvelle avenue des Bains-de-mer[2].
- 15 septembre 1880 : Essai de deux machines à vapeur, système H. Tilkin-Mention, dont l'une déraille dans une courbe serrée de 14 m. de rayon, sur une section de voie mal établie. L'essai n'a donc pas de suite[2].

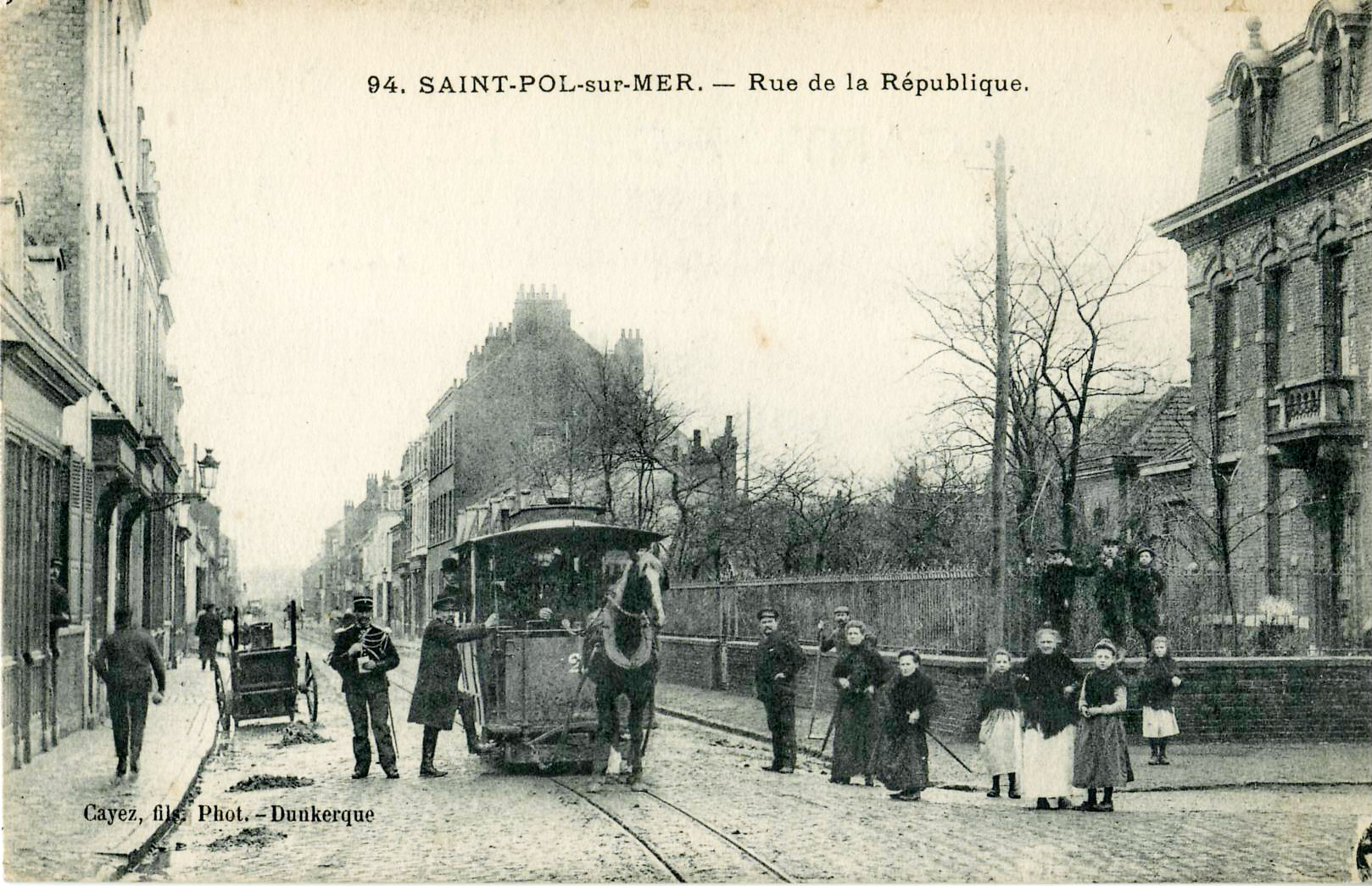
Le tramway de Saint-Pol, à voie de 0,60m et traction hippomobile

- 23 juillet 1895  : Par ailleurs et de manière indépendante, est concédée pour trente ans à la société du tramway de Saint-Pol-sur-Mer à Dunkerque et extensions une « ligne de tramway, à traction de chevaux, destinée au transport des voyageurs et, éventuellement, des marchandises, entre l'ancienne écluse de Mardyck, commune de Saint-Pol-sur-Mer, et la gare de Dunkerque »[5]. La commune de Saint-Pol, alors indépendante de Dunkerque, subventionne la ligne qui devait être construite à voie étroite (0,60 m.), système Decauville, et exploitée par le concessionnaire à ses risques et périls.
- 11 janvier 1896 : mise en service de la ligne à traction hippomobile entre la gare de Dunkerque et la mairie de Saint-Pol-sur-Mer.
- 10 février 1898 : M. Spilliaerdt-Caimax obtient également la concession par le département du Nord, jusqu'en 1919, d'un réseau suburbain entre la gare de Dunkerque et celle de Rosendaël, ainsi qu'un embranchement vers la plage de Malo-les-Bains, également en traction hippomobile[6].
- 17 juillet 1898 : Mise en service de la ligne à traction hippomobile entre Dunkerque et la gare de Rosendaël. Cette ligne est raccordée à celle établie entre la gare de Dunkerque et le Kursaal
- août 1898 Premiers essais de tramways électriques à accumulateurs sur la ligne de Malo-les-Bains, puis en février 1899 sur la ligne de Rosendaël. On souhaite alors éviter les fils aériens jugés disgracieux, et la solution des accumulateurs, déjà utilisée sur certains réseaux des tramways de Paris ou sur le tramway de Lille. Après la mise en service des tramways à accumulateurs, en 1899, on s'aperçoit que le matériel est inadapté et peu fiable, amenant de fréquentes pannes en lignes, pendant lesquelles on voit des chevaux remorquer les motrices à accumulateurs jusqu'au dépôt[2], [1]...
La ville et l'exploitant s'orientent vers une traction électrique à captage par fil aérien, qui sera entérinée par décret en 1902 et mise en service en 1903.
- 1900 : mise en service du premier tramway omnibus à Coudekerque.
- 9 mai 1902 : Décret approuvant la substitution dans les droits à la concession de M. Spilliaerdt-Caymax au profit de la Société Anonyme des Tramways de Dunkerque et Extensions (TDE)[7], [8]. Celle-ci aurait été absorbée, en 1931, par la Société des Tramways de Dunkerque et de Calais, du Groupe Mariage[2], qui contrôlait la STCRP parisienne, la STCRT toulousaine et le Tramway de Nice et du Littoral. Elle est intégrée en 1992 au sein de la CGEA, ancêtre de Veolia transport[9].
- 21 juin 1902 : Décret entérinant la transformation du réseau en tramway électrique et autorisant la création de nouvelles lignes[10]. cette concession, dont les documents remplacent ceux de 1875, était consentie jusqu'en 1949.
- 2 juillet 1903 : Mise en service du tramway électrique entre la gare de Dunkerque et Malo ou Rosendaël, puis, peu après, jusqu'à Malo-Terminus et sur la ligne de la Basse-Ville[2].

Le réseau au 01 01 1905.

- 1906 : Mise en service de la ligne des Darses, prolongeant celle de Rosendaël depuis l'Église Saint-Eloi jusqu'au Môle n°2 [2].

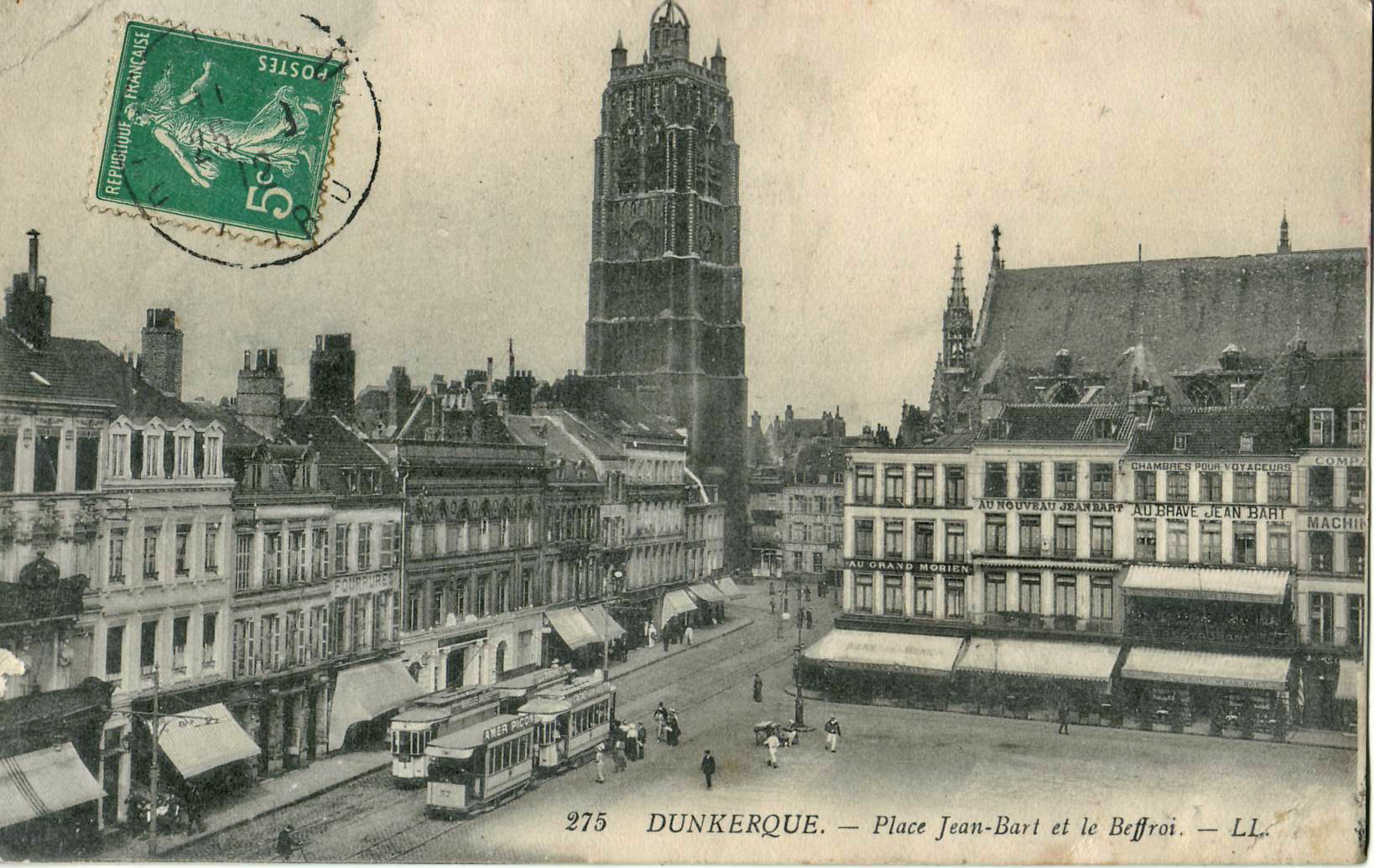
Croisement de deux rames, place Jean-Bart

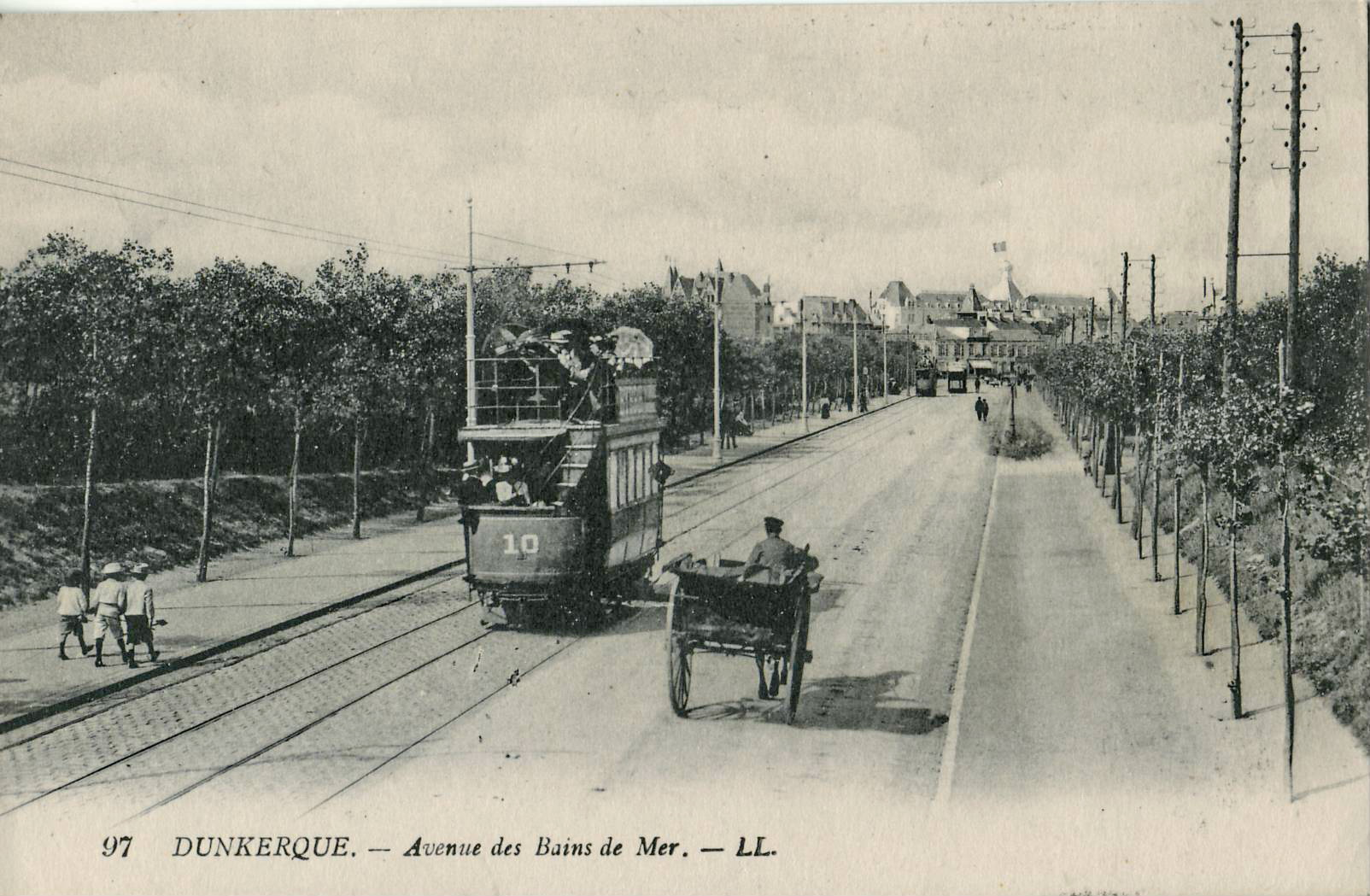
Tramway n°10 à accumulateurs et impériale, vers 1902, sur l'avenue des Bains de Mer : la caténaire des tramways à captage aérien est déjà posée

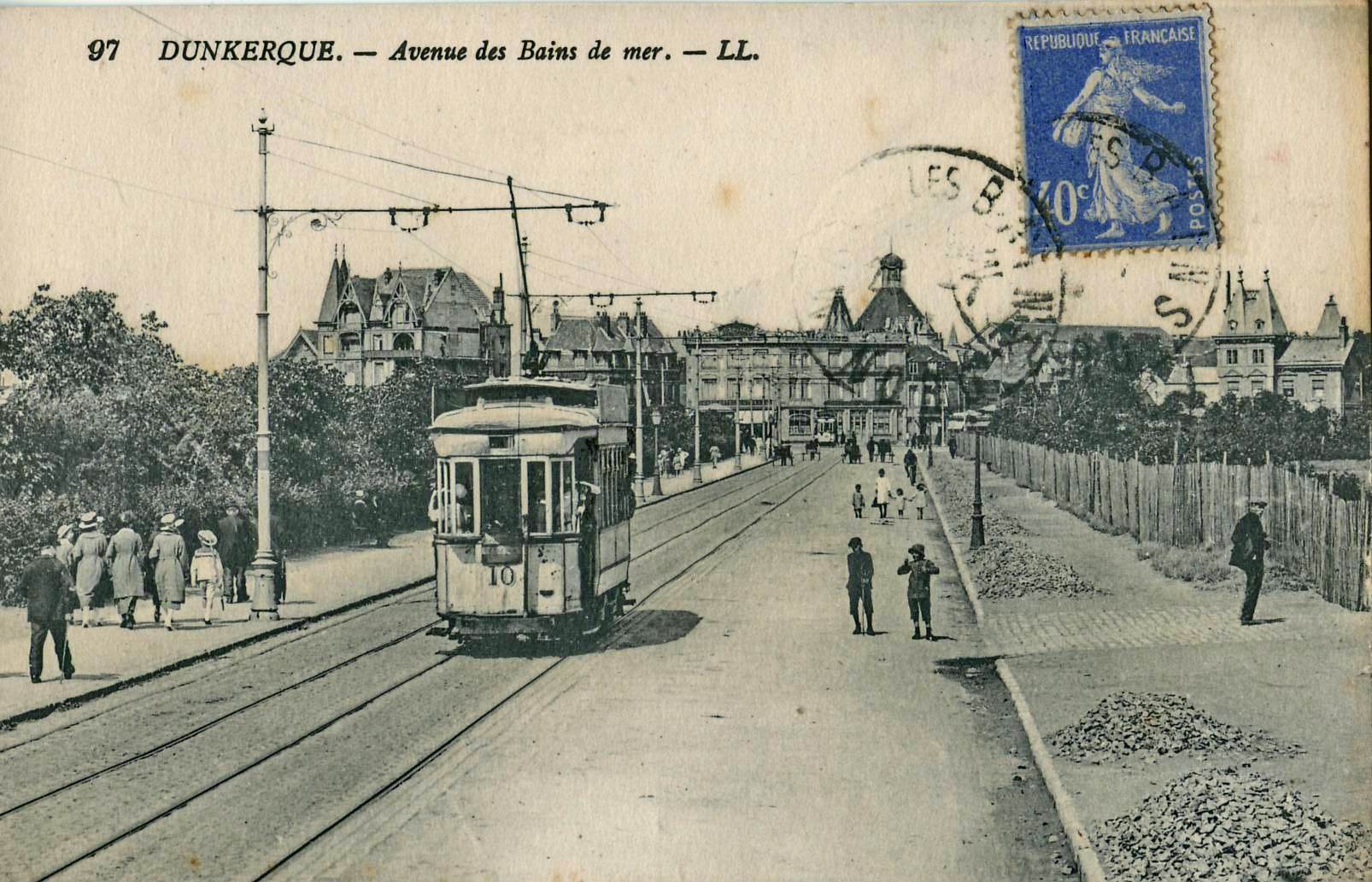
Quelques années après, une autre motrice no 10, mais à alimentation par ligne aérienne de contact (LAC), après son vestibulage, circulant au même endroit

- 12 mars 1906 : décret autorisant le prolongement de la ligne interurbaine n°3, de Malo-Terminus au Casino, et de la ligne D du réseau urbain dite de la Basse-Ville jusqu'à la gare de Coudekerque-Branche[11]. La ligne de la Basse-Ville est effectivement prolongée jusqu'à la gare de Coudekerque-Branche en 1907.
- 26 décembre 1912 : Décret annulant la concession du tramway de Saint-Pol-sur-Mer et l'attribuant à la Compagnie des tramways de Dunkerque et extensions. La TDE transforme la ligne pour la mettre en voie normale et y faire enfin circuler les tramways électriques.
- Première Guerre mondiale : Huit mille obus furent utilisés pour bombarder la ville, tuant 500 habitants et détruisant de nombreux édifices. Le réseau subit d'importants dégâts, notamment en ce qui concerne la ligne aérienne, ce qui amène à des interruptions de service sur certaines lignes. Globalement, le réseau demeure fonctionnel sur presque toutes les lignes.

Le réseau au 01 01 1920.

- 1923 : suppression de la courte ligne des Darses, report du terminus de la ligne de Rosendaël ) la Gare de Dunkerque, dont l'exploitation est alors assurée, comme sur les lignes qui seront supprimées ensuite, par une desserte par autobus. Le matériel bénéficie, vingt ans après sa mise en service, d'une rénovation, avec la suppression des lanterneaux d'aération, reconstruction des plates-formes avec la création de parois latérales (vestibulation) assurant un meilleurs confort pour les voyageurs et une bonne visibilité pour le conducteur.
- Juillet 1934 : suppression de la ligne saisonnière de Malo-Terminus.
- Février 1935 : suppression de la ligne de la Basse-Ville et de celle de Coudekerque-Branche.
- Août 1937 : suppression de la ligne de Saint-Pol-sur-Mer.

Le réseau au 01 01 1938.

- Septembre 1939 : 17 autobus de la STDE sont réquisitionnés par l'armée allemande, réduisant et reportant le trafic sur les tramways.
- 12 mai 1940 : La ville et son réseau de tramway subit d'importantes destructions lors de la Bataille de Dunkerque. Le dépôt de l'avenue de la République est incendié, plusieurs tramways sont détruits ou gravement endommagés, et le trafic est totalement interrompu.
- 9 janvier 1941 : Sur ordre des autorités d'occupation, la ligne gare de Dunkerque - Place Turenne (Malo-les-Bains) est remise en service, par récupération de coupons de rails sur les lignes récemment désaffectées mais pas encore déposées, et réparation sommaires des lignes aériennes et du matériel roulant. Le reste des rails et pylônes du tramway seront utilisés par l'armée d'occupation pour renforcer le Mur de l'Atlantique par des ouvrages anti-chars dits  pieux Rommel.
- 1945 : La ville restant occupée par l'armée allemande jusqu'à la capitulation du 8 mai 1945, elle est bombardée par les alliés, et le réseau de tramway est à nouveau totalement détruit.
- 1946 : un minimum de service de transport en commun est assuré dans l'agglomération, grâce à trois autobus qui n'avaient pas été réquisitionnés.
- Après la Seconde Guerre mondiale, seule la ligne de Malo-les-Bains sur les cinq est sommairement reconstruite et est remise en service le 1er mars 1947. Elle n'est exploitée que jusqu'au 3 novembre 1952, année où elle est remplacée par des autobus, qui avaient commencé à circuler dès 1925 dans l'agglomération[1], [12],[2], [7].

## Lignes
Dans son développement maximum, le réseau était constitué de cinq lignes urbaines et trois lignes suburbaines  (la toponymie employée est celle de l'époque) : 

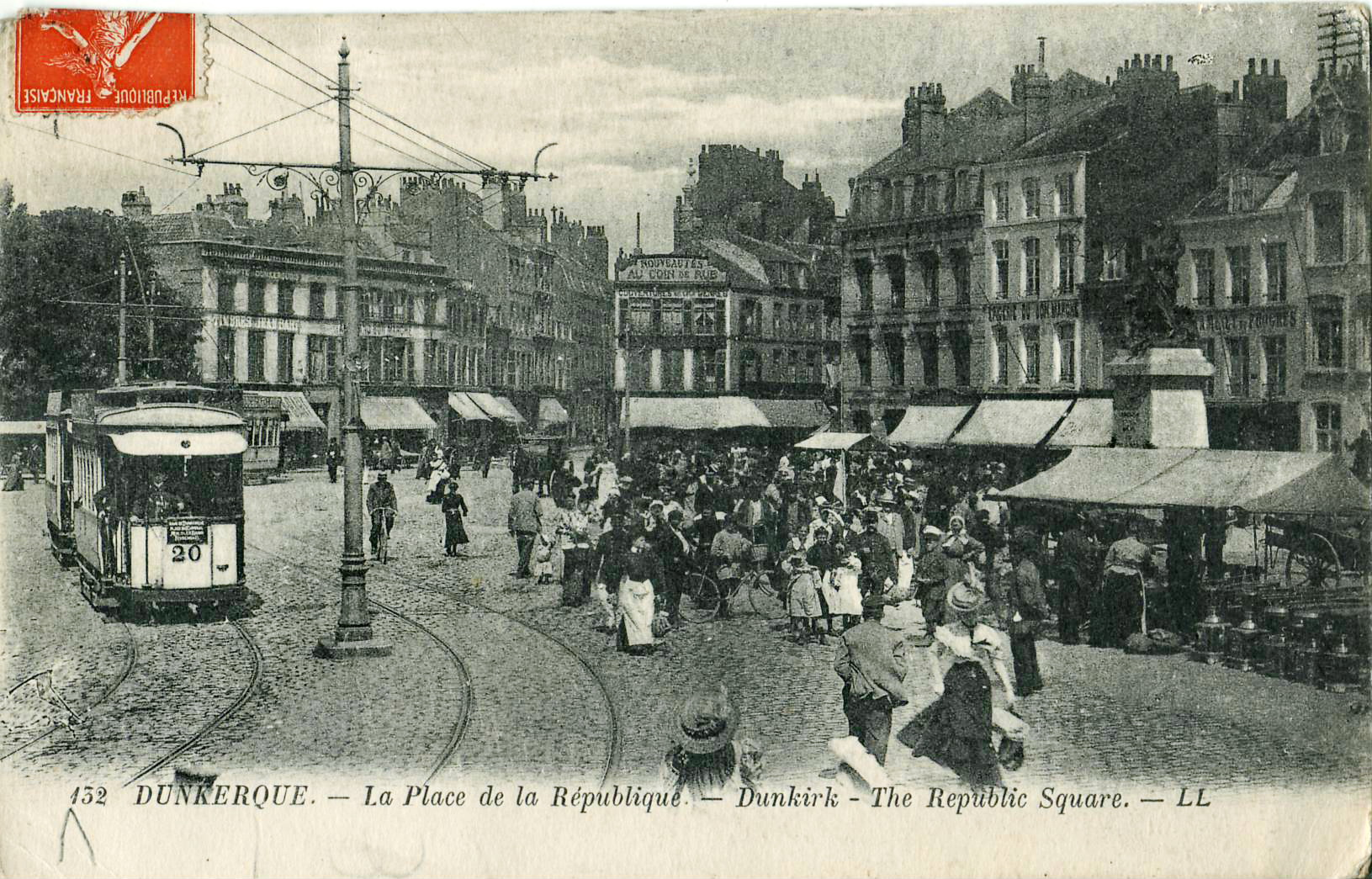
Un tramway longe le marché de la place de la République

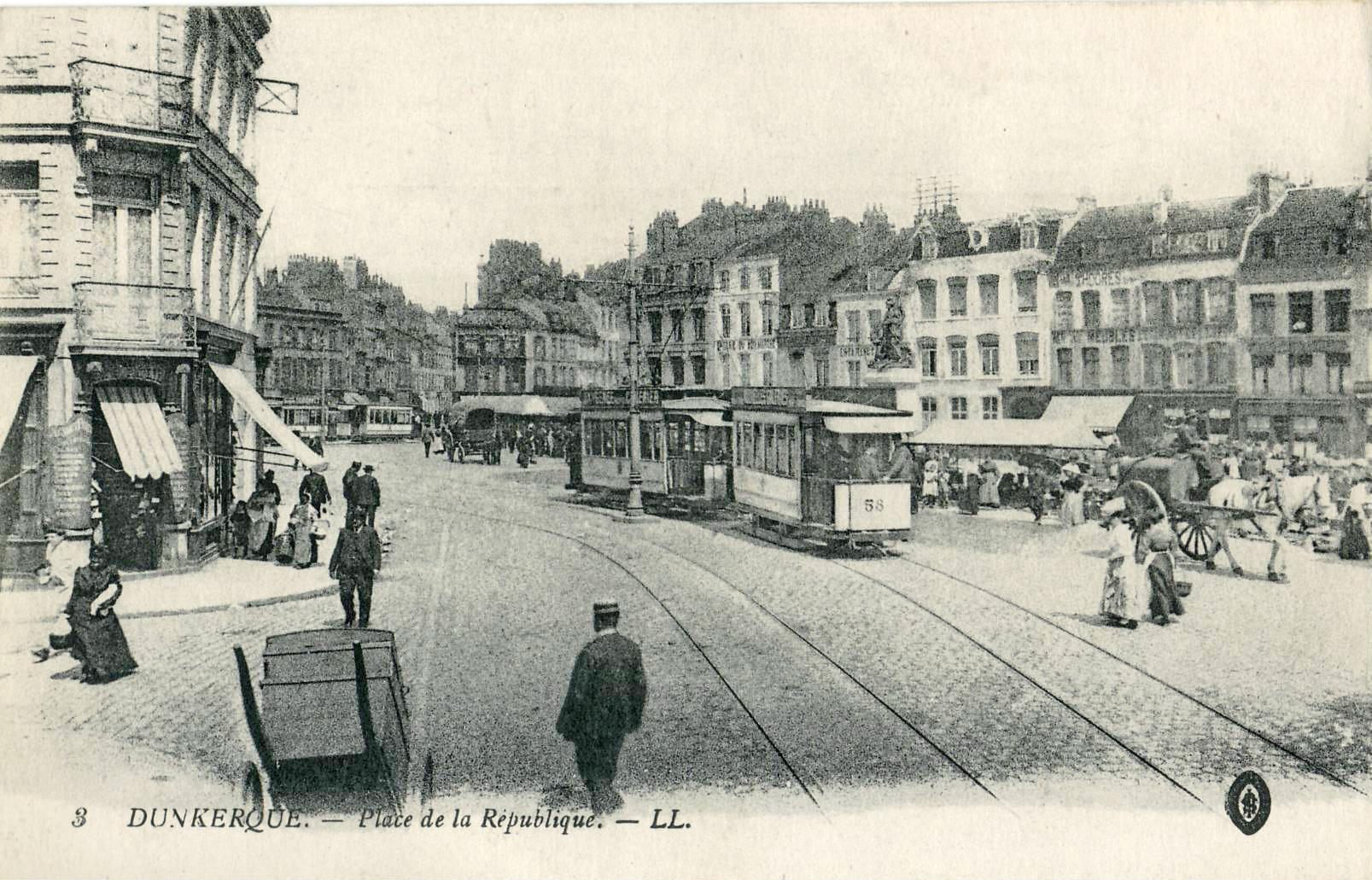
Une rame constituée d'une motrice et de la remorque n°58, toujours place de la République

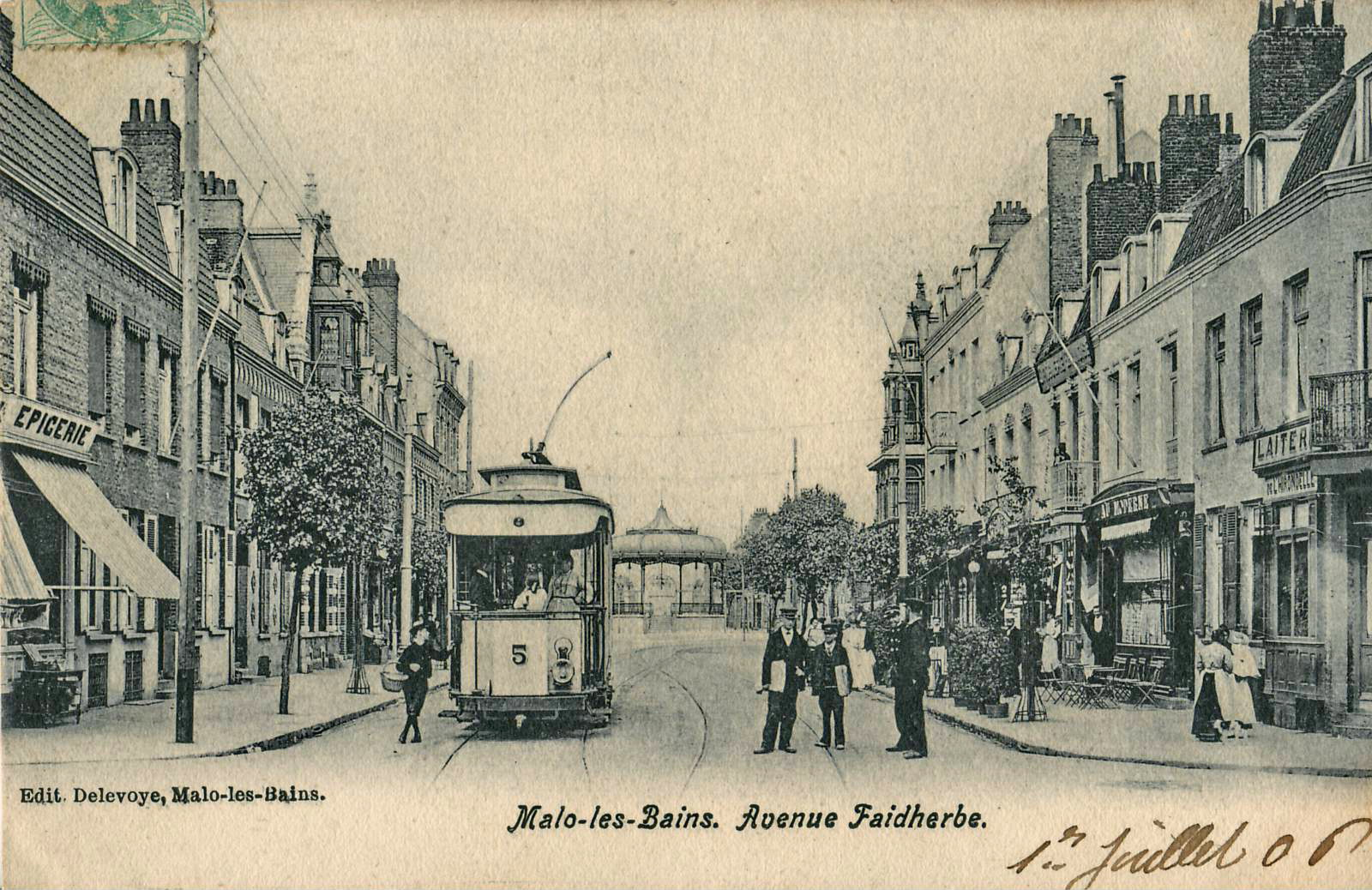
Motrice n°5, avenue Faidherbe à Malo-les-Bains

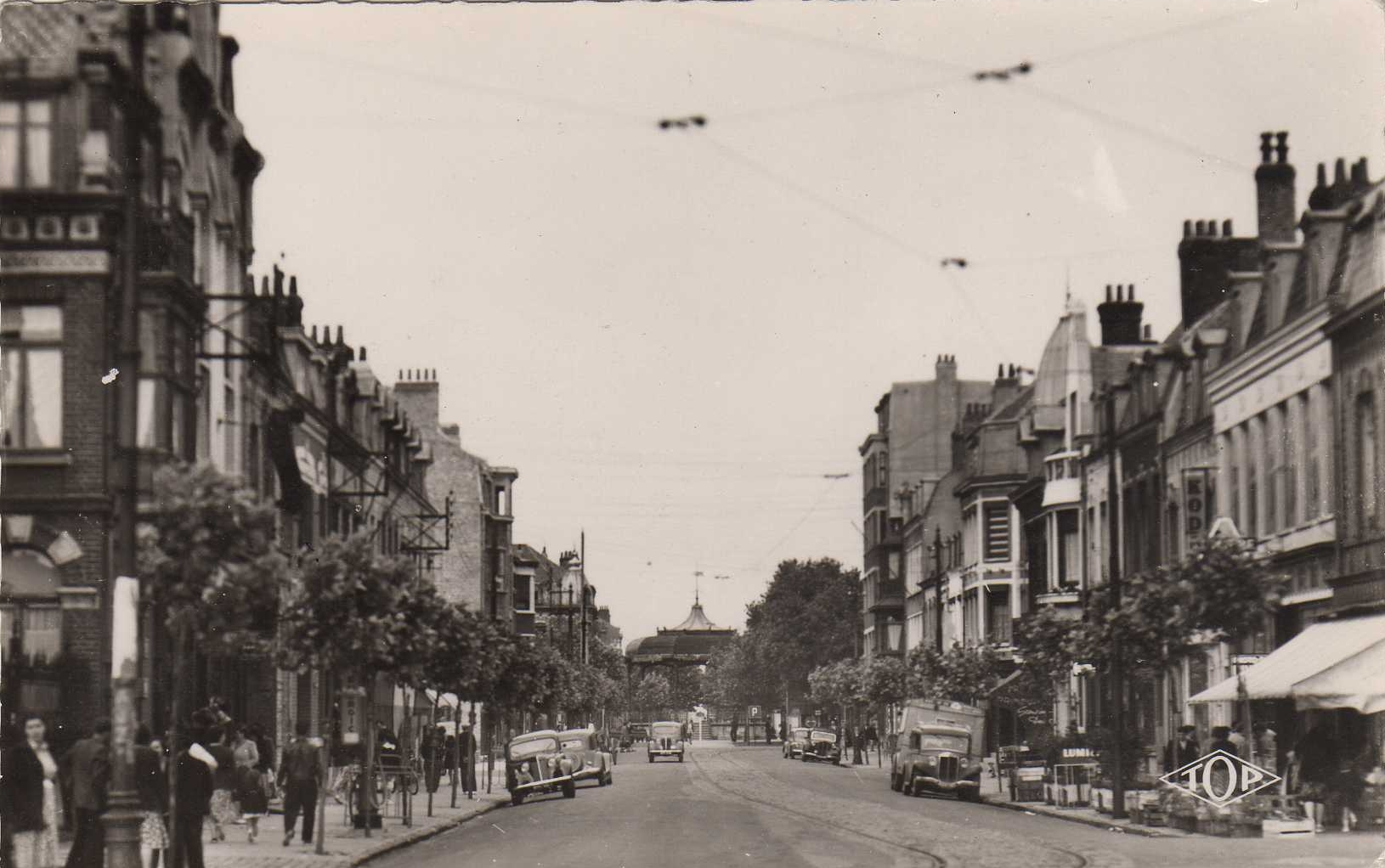
Toujours avenue Faidherbe, on distingue sur cette photo des années 1940 l'implantation de la voie unique du tramway

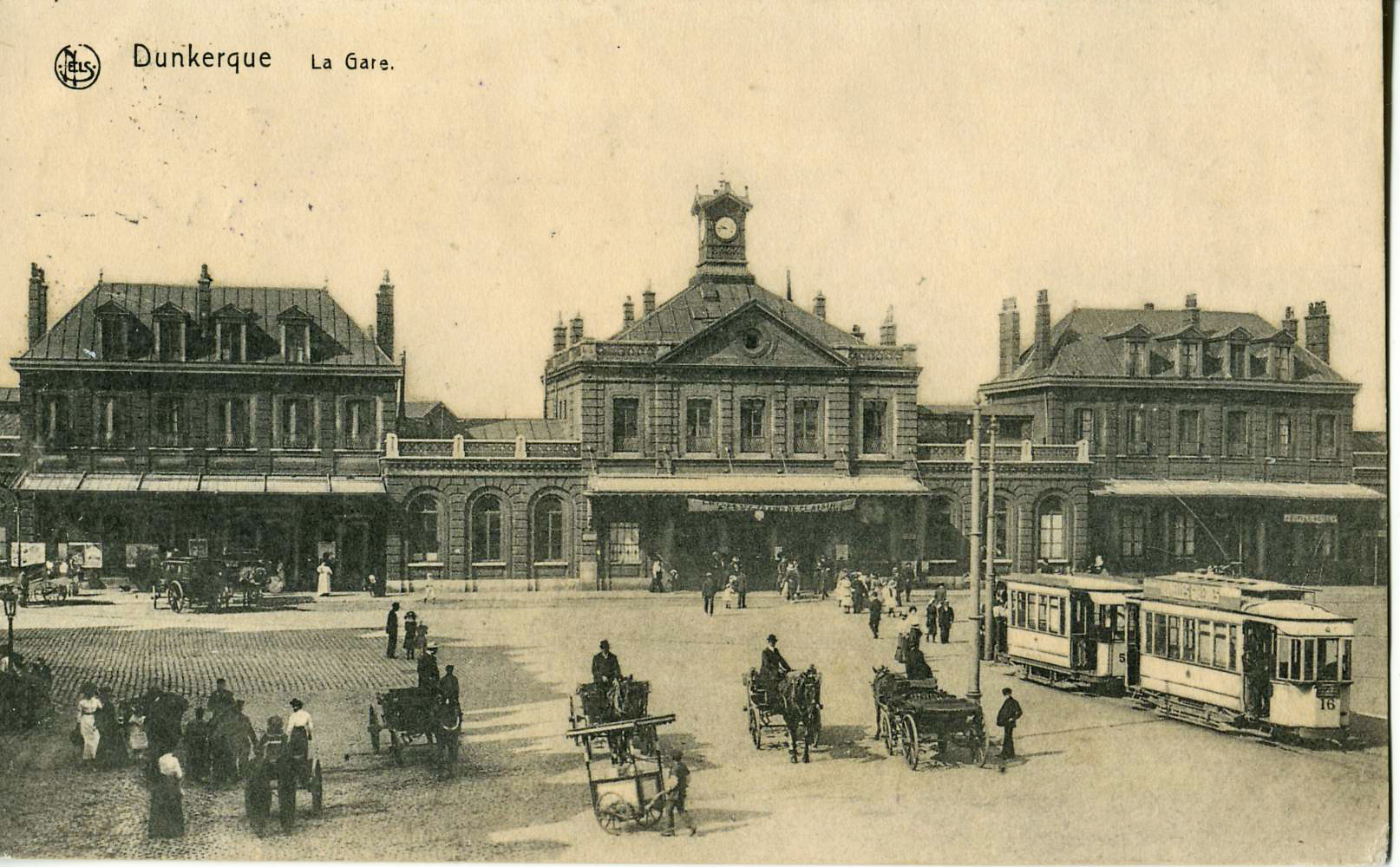
Terminus du tramway, perpendiculaire à la gare de Dunkerque

- A - de la Place de la Gare au Kursaal :

La ligne utilisant l'itinéraire suivant : Place de la Gare, avenue Thiers, rue Thiers, Place de la République, rue Alexandre-III, Place Jean-Bart, rue de l'Église, place d'Armes, rue du Quai, Quai de Leughenaer, rue Carnot, traversée des fortifications anciennes et nouvelles, avenue des Bains-de-mer, Place du Kursaal) Lors de l'électrification, la ligne est mise à double voie, mais, lorsque la voirie est trop étroite, utilise au retour d'autres rues qu'à l'aller : Place du Kursaal, avenue des Bains-de-mer, traversée des fortifications, rue Carnot, rue des Vieux-remparts, rue des arbres, quai du Leughenaer, rue du Quai, place d'Armes, rue de l'Église, rue Jean-Bart, rue Alexandre-III, Place de la République, rue Thiers, avenue Thiers, Place de la Gare.
- B - de la Rue de l'Église à Rosendaël, mise en service le 17 juillet 1898 :

Entre la rue de l'Église et la limite communale vers Rosendaël (via la rue des Vieux quartiers, la rue du Magasin-à-Poudre, la rue de l'Abreuvoir, la Place du Théâtre (côté est - aujourd'hui place du Général-de-Gaulle), la rue Benjamin-Morel, la Place Calonne (partie nord), la rue de Nieuport, le pont de Rosendaël, la traversée des fortifications), prolongée par la ligne suburbaine n°1.
- C - ligne dite des Darses,

Place Jean-Bart, rue des Bassins (actuelle rue de l'Amiral-Romarc'h), rue de l'Arrière-port (actuelle rue des Fusiliers-Marins), pont fixe sur l'écluse de Bergues (construit à cette occasion), rue du Ponceau, rue du Magasin-Général (actuelle rue Félix-Coquelle), chaussée longeant les Darses  jusqu'au Môle 2.
- D - ligne dite de la Basse-Ville,

Rue du Fort-Louis, rue de Paris, Place Vauban, pont Royal, rue Royale (actuelle rue Albert-1er) , place de la République, où elle se raccorde à la ligne A. Cette ligne est prolongée, aux termes du décret de 1906, jusqu'à la gare de Coudekerque-Branche.
- E - la ligne de Saint-Pol-sur-Mer.

Son itinéraire était le suivant : Rue de Saint-Pol, Quai de Mardyck jusqu'à la limite communale, puis rue de la République à Saint-Pol-sur-Mer jusqu'à la mairie.
Le réseau suburbain s'étendait sur les territoires de Rosendaël et de Malo-les-Bains avec trois lignes :
- 1 - de la limite du territoire de Dunkerque à la Gare de Rosendaël, en prolongement de la ligne B :

par la Rue Nationale (actuelle rue du Maréchal-Foch et rue Paul-Machy) à Rosendaël, jusqu'au passage à niveau de la ligne de Furnes où est situé le terminus. La gare de Rosendaël y sera aménagée, et les voies du chemin de fer franchies par une passerelle spéciale.
- 2 - de la Place de la Mairie de Rosendaël à la Place du Kursaal à Malo-les-Bains,

La ligne partait de la Rue Nationale (du Maréchal-Foch) et empruntait les rues Victor-Hugo et Gambetta jusqu'à la Place de la République (à la limite des communes de Rosendaël et de Malo-les-Bains) puis l'avenue Gaspard-Malo, la Place Turenne, l'avenue Faidherbe et l'avenue Bel-Air.
- 3 - ligne dite de Malo-Terminus, prolongée au Casino :

La ligne passait par le Boulevard de la République jusqu'à la gare de Leffrinckoucke, sur la ligne de Furnes. Le décret de 1906 prévoit son prolongement de Malo-Terminus au Casino, par le boulevard Tristam projeté à l'époque.

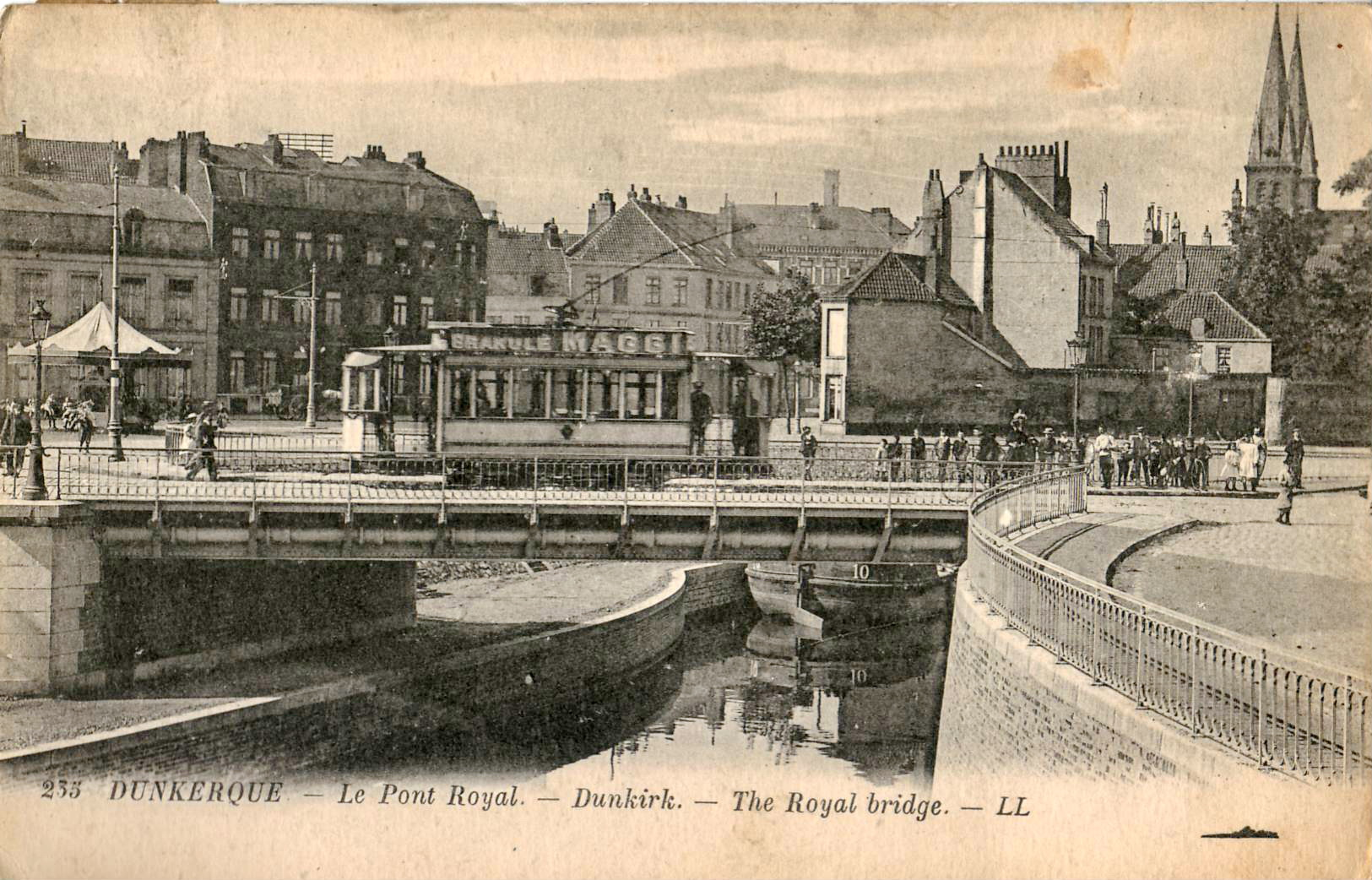
Tramway sur le Pont-Royal...
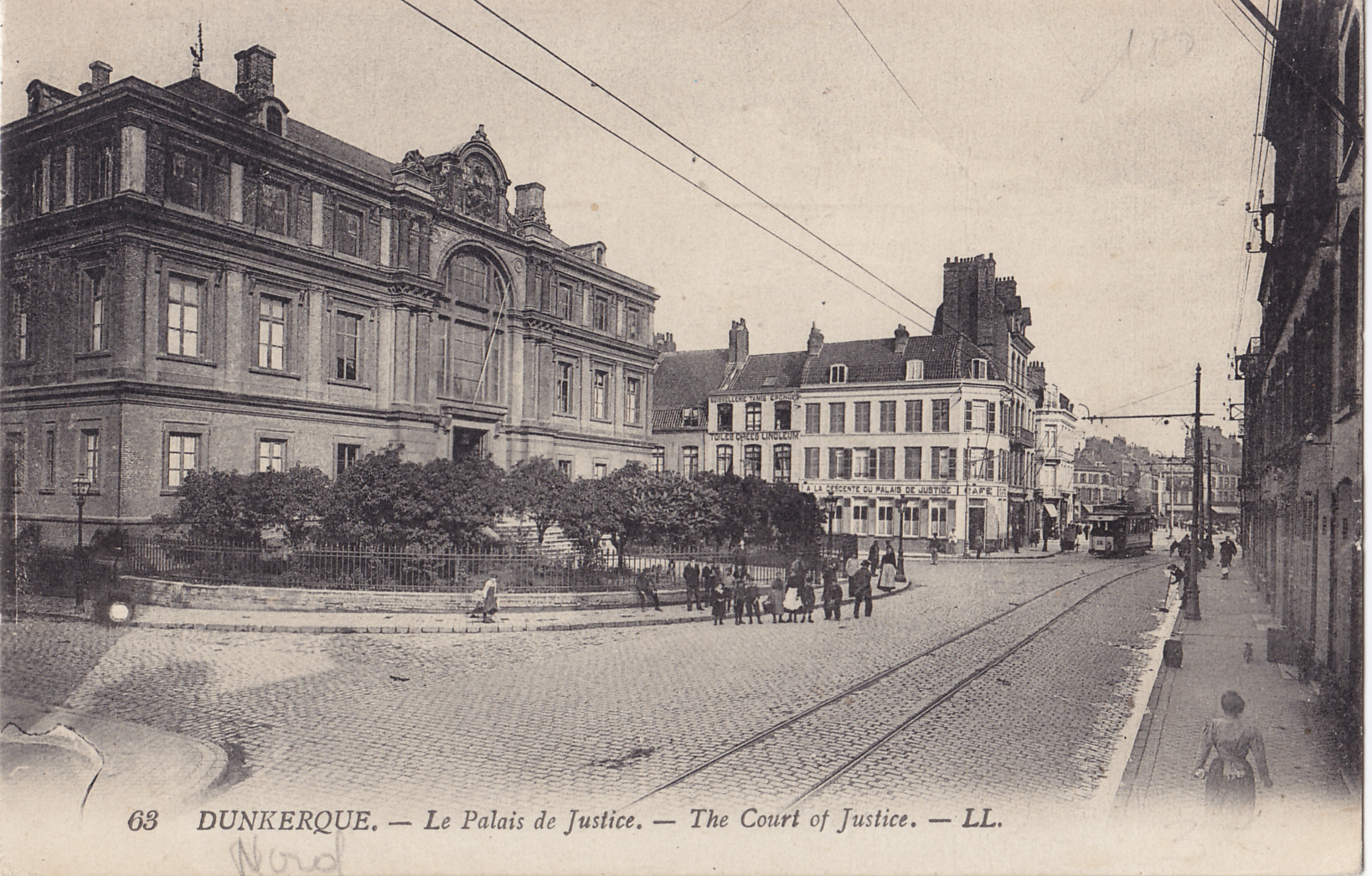
... et sur la voie unique devant le Palais de justice.
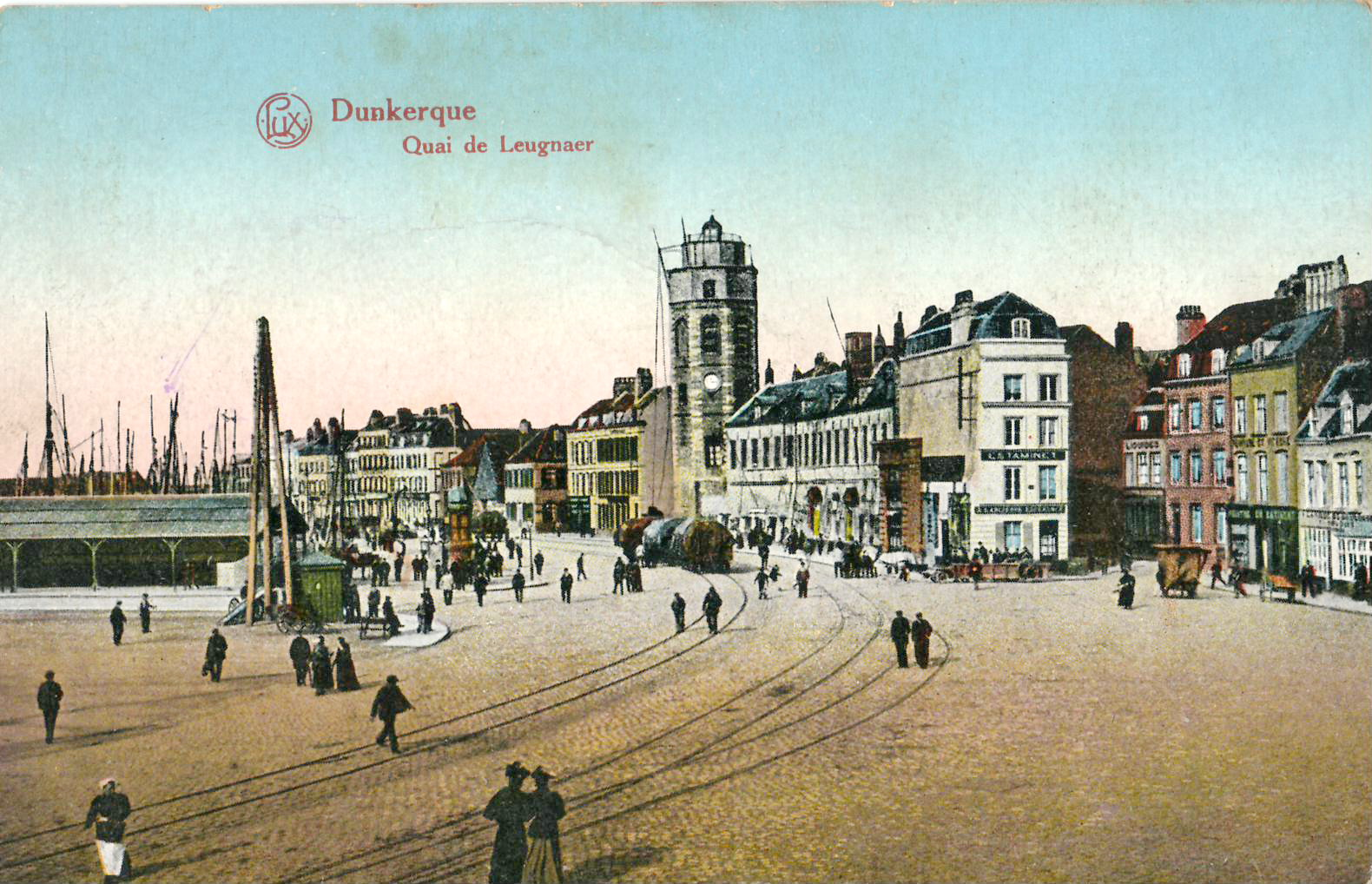
Évitement sur la voie unique du tramway, Quai de Leughenaer (à droite), longeant, à gauche, la voie portuaire du chemin de fer.

## Infrastructure
Le réseau était établie à voie normale, à l'exception de la ligne de la ligne de Saint-Pol, dotée initialement d'une voie étroite de 60 cm, et qui ne sera transformée en voie normale qu'en 1913.

### La voie

Différents types de Rails. Le tramway de Dunkerque utilisera d'abord un rail à double champignon (4e et 5e à gauche), puis un rail de type Broca (au centre).

La voie des tramways à traction hippomobile devait être réalisée avec une voie de type Finet, mais la compagnie change d'avis, et installe une voie Demerbe. Celle-ci est constituée de rails à double champignon et longrines métalliques solidaires des rails. Ces longrines, de forme spéciale, permettaient de bourrer l'espace les séparant du rail de sable et gravier, afin de rendre le roulement plus doux. ce rail, de construction et d'entretien couteux, est rapidement remplacé par le rail type Broca, qui était devenu le rail standard des voies de tramway.

### Dépôt et usine électrique
Le dépôt du tramway hippomobile se trouve à Malo-les-Bains, à l'emplacement actuel de la place du Casino.
La première usine électrique destinée à l'alimentation des tramways à accumulateurs, ainsi que leur dépôt, est implantée à proximité du dépôt initial, provoquant les récriminations des habitants et de la municipalité, qui se plaignent des nuisances et fumées de l'installation.
M. Spillaerdt annonce donc le 28 août 1899 le déplacement tant du dépôt que de l'usine électrique 103 Avenue de la République à Malo-les-Bains à Rosendaël. Le projet de ré-électrification du réseau par fil aérien mentionne que l'usine électrique, d'une puissance de 500 CV, sera dotée de chaudières timbrées à 8 atmosphères, alimentant des machines à vapeur horizontales du type Corliss qui entraîneront des dynamos hypercompound. Le courant électrique continu aura une tension de 500 à 550 volts. Le dépôt comprend une remise pour les tramways, motrices et remorques avec une unique entrée donnant sur le boulevard côté Dunkerque. Endommagé pendant la Seconde Guerre mondiale il est rénové à la fin des hostilités. L'emprise du dépôt est vendue à une date inconnue à la suite de la fermeture du dépôt et existe toujours.
Un second dépôt servant probablement uniquement de remise est également créée au sud-est de la place de la République le long de la rue Arago sur le territoire de Rosendaël. Également endommagée pendant la Seconde Guerre mondiale, il n'est cependant pas reconstruit et est démoli à la fermeture du réseau, son emprise qui n'a pas été construite sert d'assiette à l'actuelle place Daniel Verhele.
- Dépôt du boulevard de la République en 1948 :
1 remise
2 ancienne voie vers Malo-Terminus
a boulevard de la République
b vers la place de la République et Dunkerque
c vers Malo-Terminus.

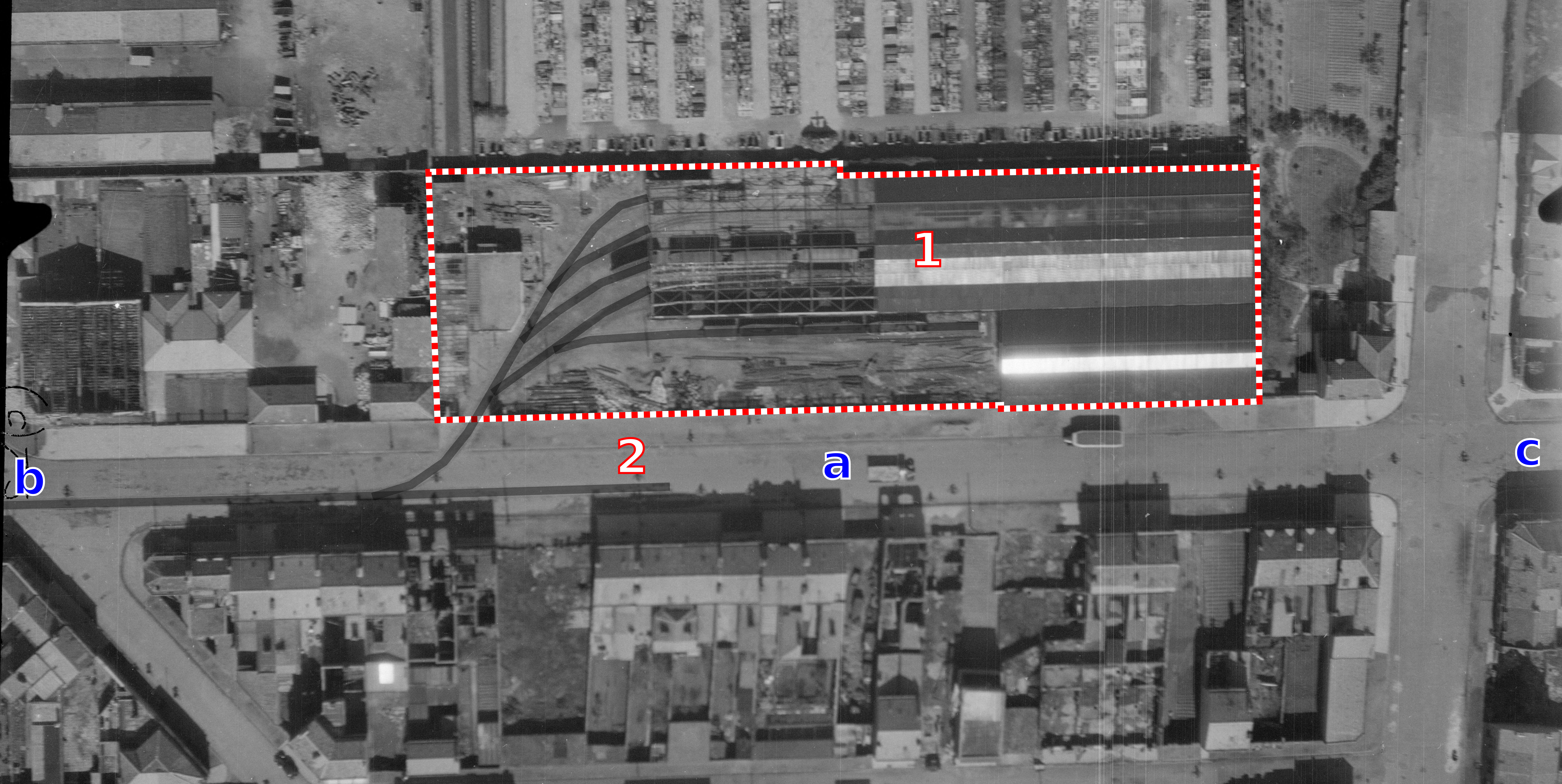
Dépôt du boulevard de la République en 1948 : remise ancienne voie vers Malo-Terminus boulevard de la République vers la place de la République et Dunkerque vers Malo-Terminus.
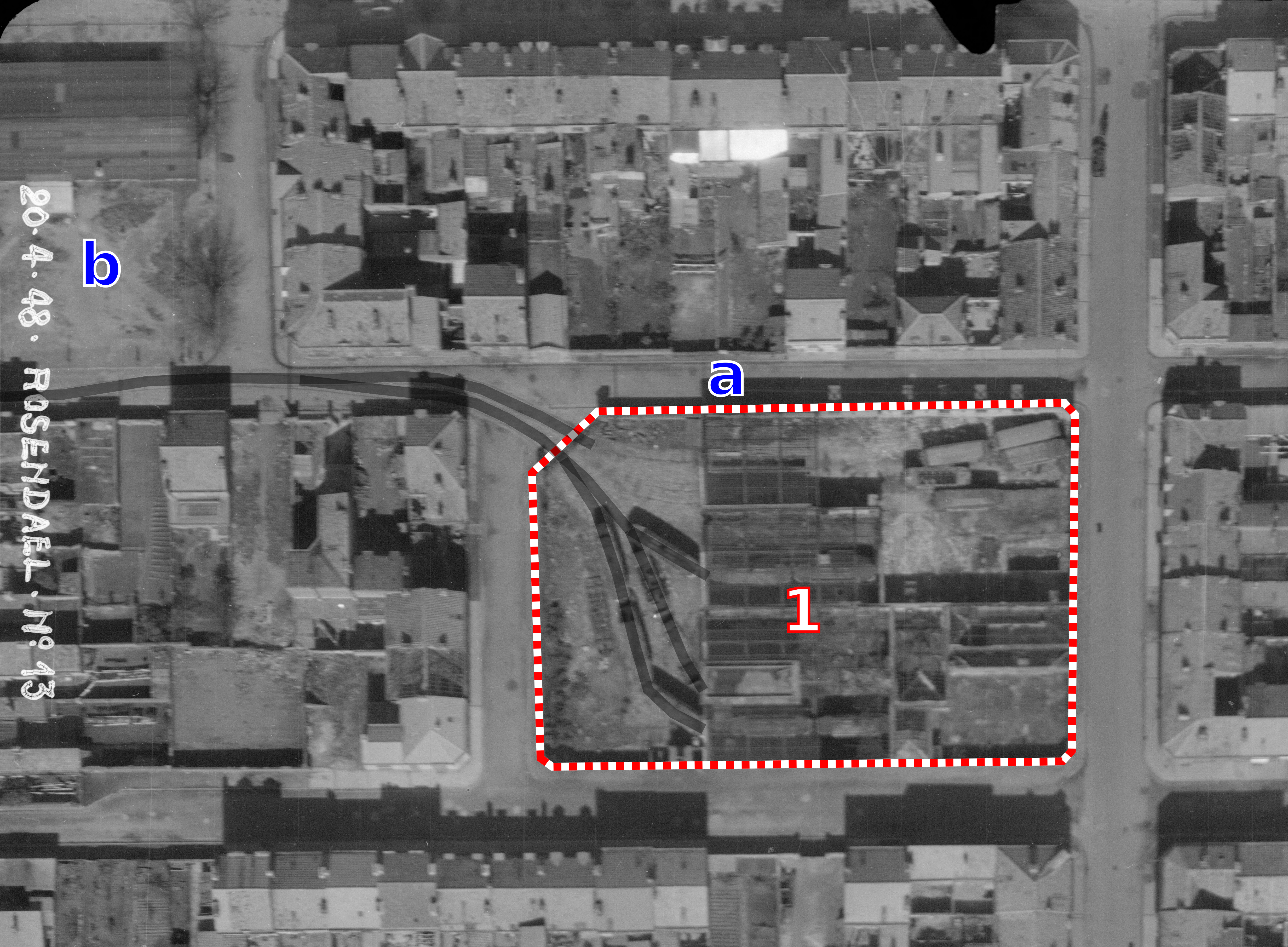
Dépôt à proximité de la place de la République en 1948 : 1 remises a rue Arago b place de la République.

| Illustration    | Nom                                              | Commune        | Localisation                |
| --------------- | ------------------------------------------------ | -------------- | --------------------------- |
| Image actuelle. | Dépôt du boulevard de la République              | Malo-les-Bains | 51° 02′ 41″ N, 2° 24′ 08″ E |
|                 | Dépôt (à proximité de la place de la République) | Rosendaël      | 51° 02′ 35″ N, 2° 23′ 58″ E |

### Ouvrages d'art

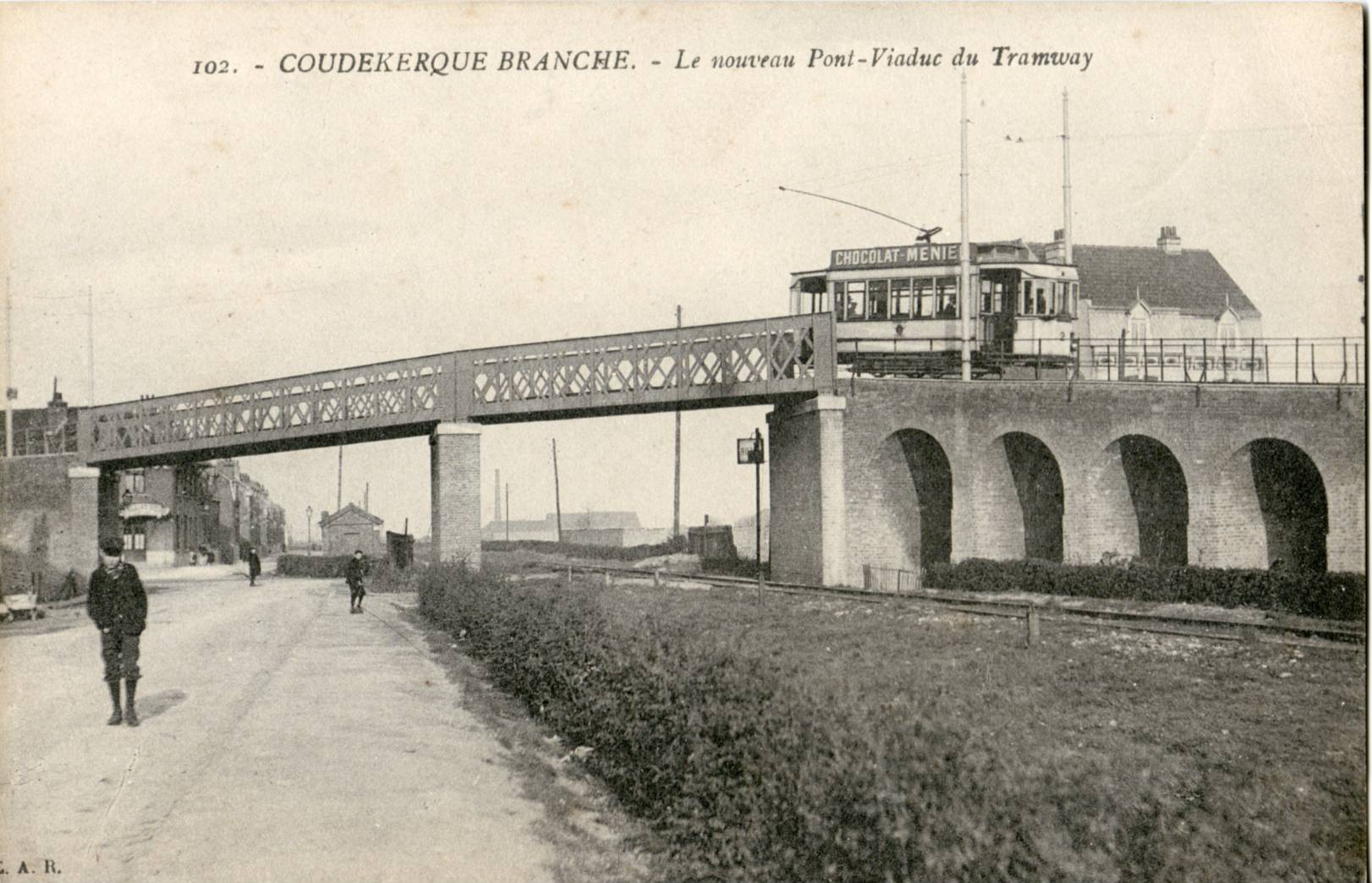
La gare de Coudekerque-Branche fut desservie, à partir de 1907, par le tramway, qui franchissait les voies de la ligne de Furmes par ce pont-viaduc

## Exploitation

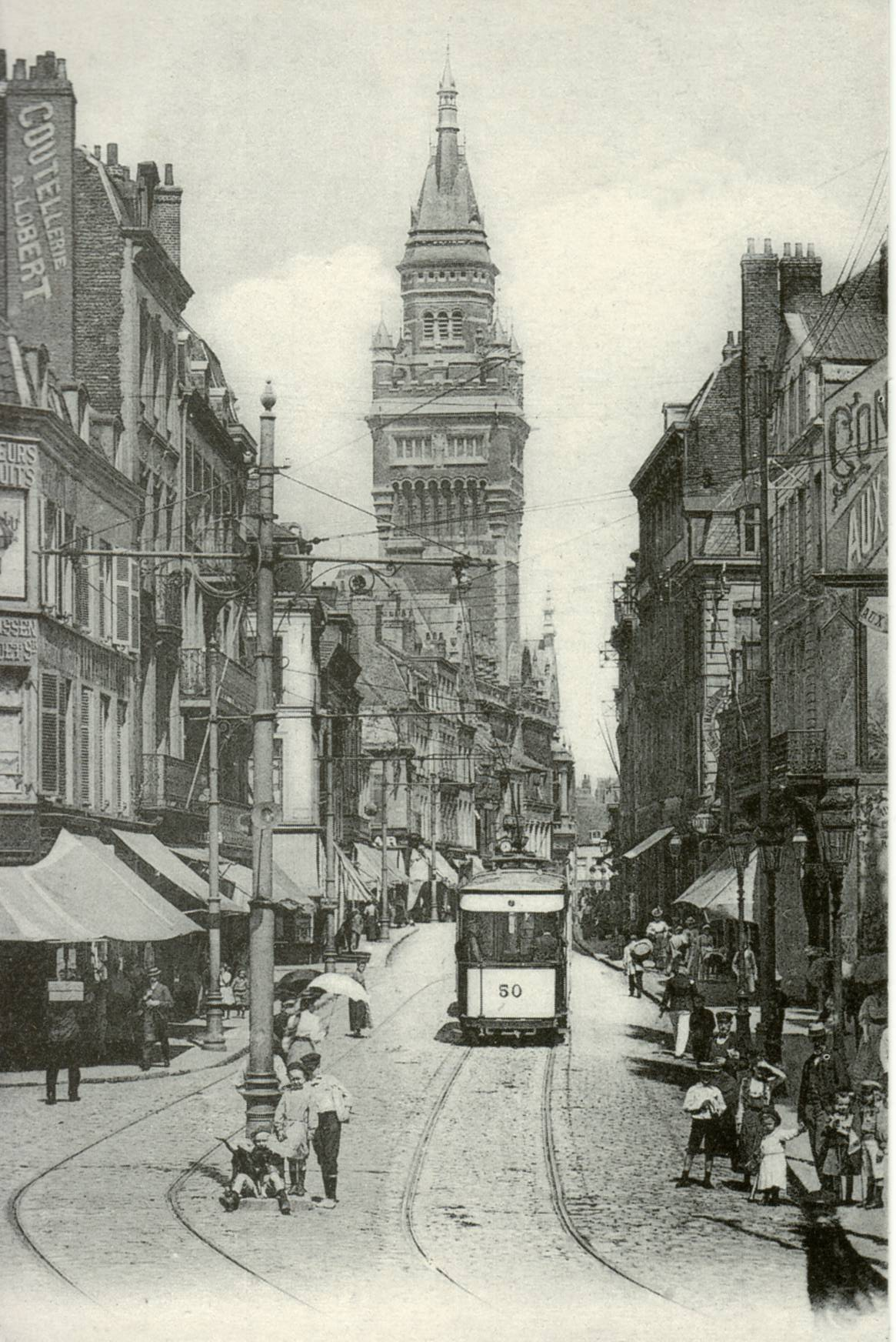
Remorque n°50, rue de l'Église

Aux termes des cahiers des charges, les lignes, après leur électrification, devaient avoir un nombre minimum de dessertes journalières, fixé comme suit : 
- de Dunkerque à Malo-les-Bains : 
  - 80 trains du 1er octobre au 31 mars ;
  - 120 trains du 1er avril au 15 juin ;
  - 160 trains, du 16 juin au 30 septembre ;
- de Malo-les-Bains à Rosendaël : 
  - 39 trains du 1er octobre au 31 mars ;
  - 42 trains du 1er avril au 30 septembre ;
- du Kursaal à Malo-Terminus : 
  - 12 trains du 1er octobre au 31 mars ;
  - 14 trains du 1er avril au 30 septembre ;
- de Dunkerque à Rosendaël et sur la ligne de la Basse-Ville : 
  - 56 trains, du 1er octobre au 31 mars ;
  - 80 trains du 1er avril au 30 septembre
- sur la ligne des Darses : 56 trains pendant toute l'année.

Les tramways devaient circuler de 7h. à 21h30, du 1er octobre au 31 mars ; de 6h30 à 22h, du 1er avril au 15 juin, et de 6h30 à 22h30 du 16 juin au 30 septembre, sauf sur la ligne de Malo-Terminus où il ne débutera qu'à 7h. s'achever à 21h du 1er avril au 30 septembre, et, le reste de l'année, de 8h. à 20h.

## Matériel roulant

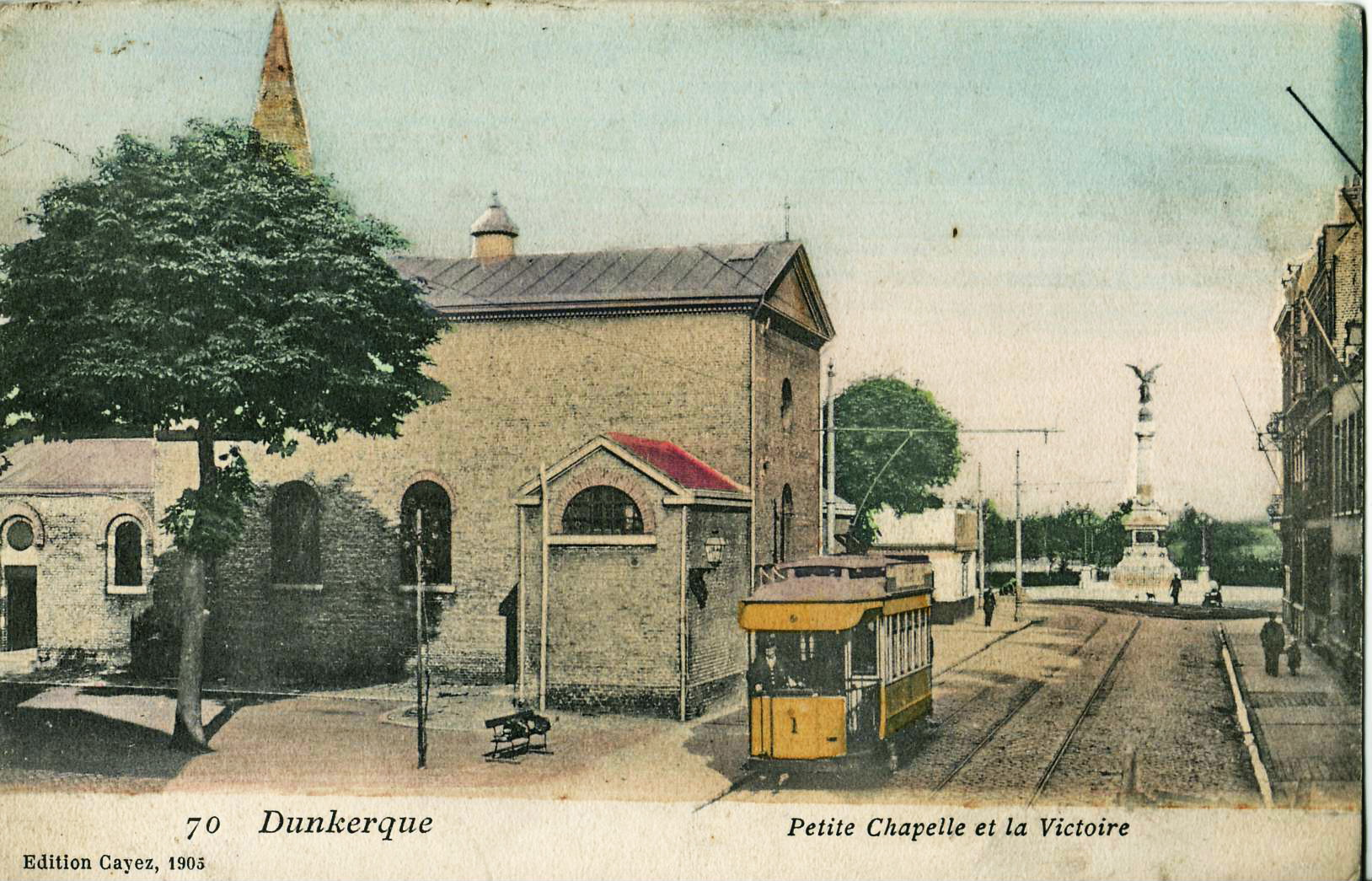
Motrice n°1 devant la Petite chapelle

Les voitures hippomobiles d'origine de la ligne Gare de Dunkerque - Kursaal étaient dotées d'impériales et étaient tractées par deux chevaux.
Les six voitures à voie étroite de la Société du tramway de Saint-Pol-sur-Mer à Dunkerque et extensions était à plates-formes extrêmes ouvertes, tractées par une cavalerie variant de douze à vingt chevaux.

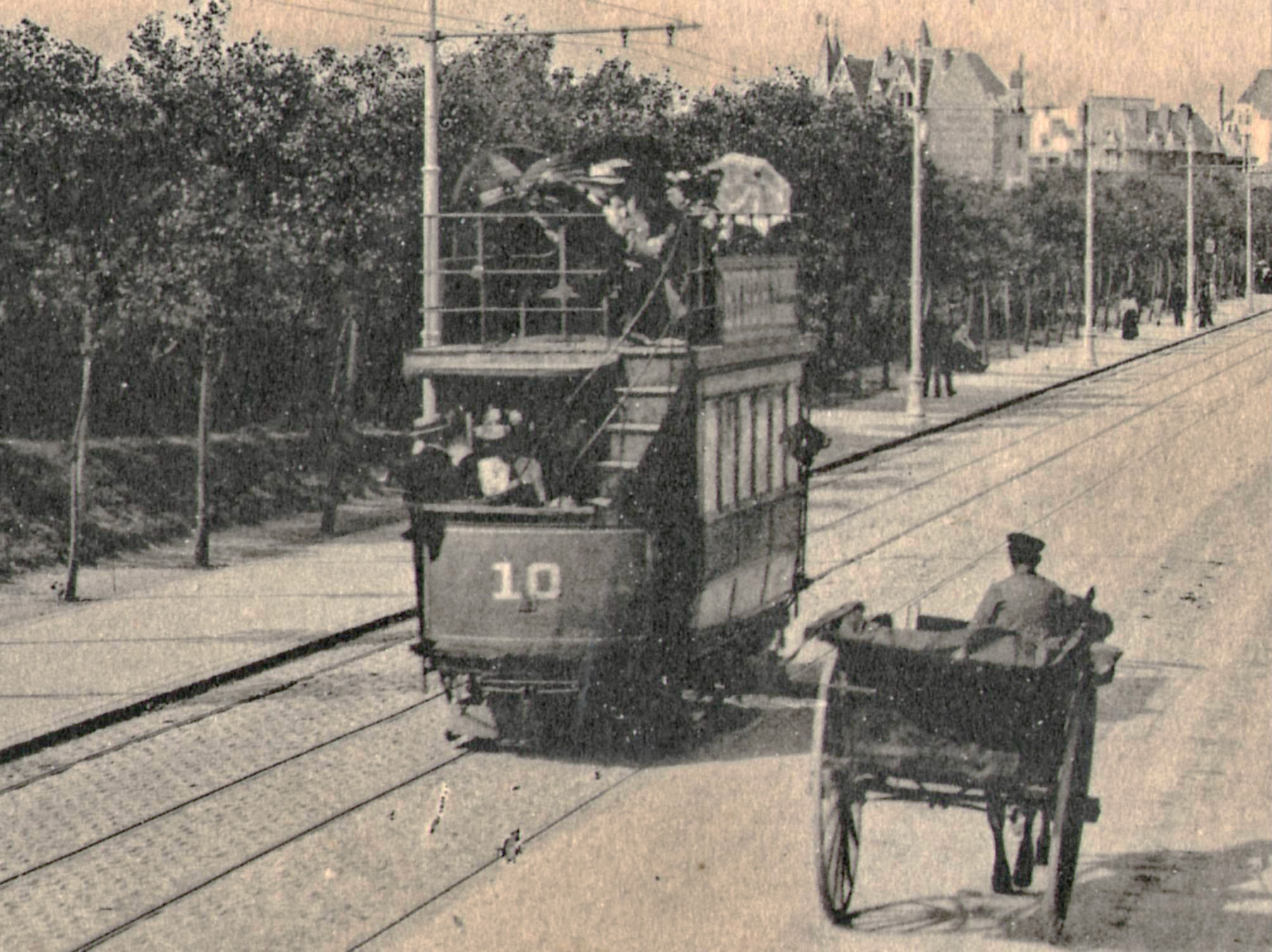
Un tramway à accumulateurs circule sur l'avenue des Bains de Mer, sous une caténaire toute neuve destinée à ses successeurs

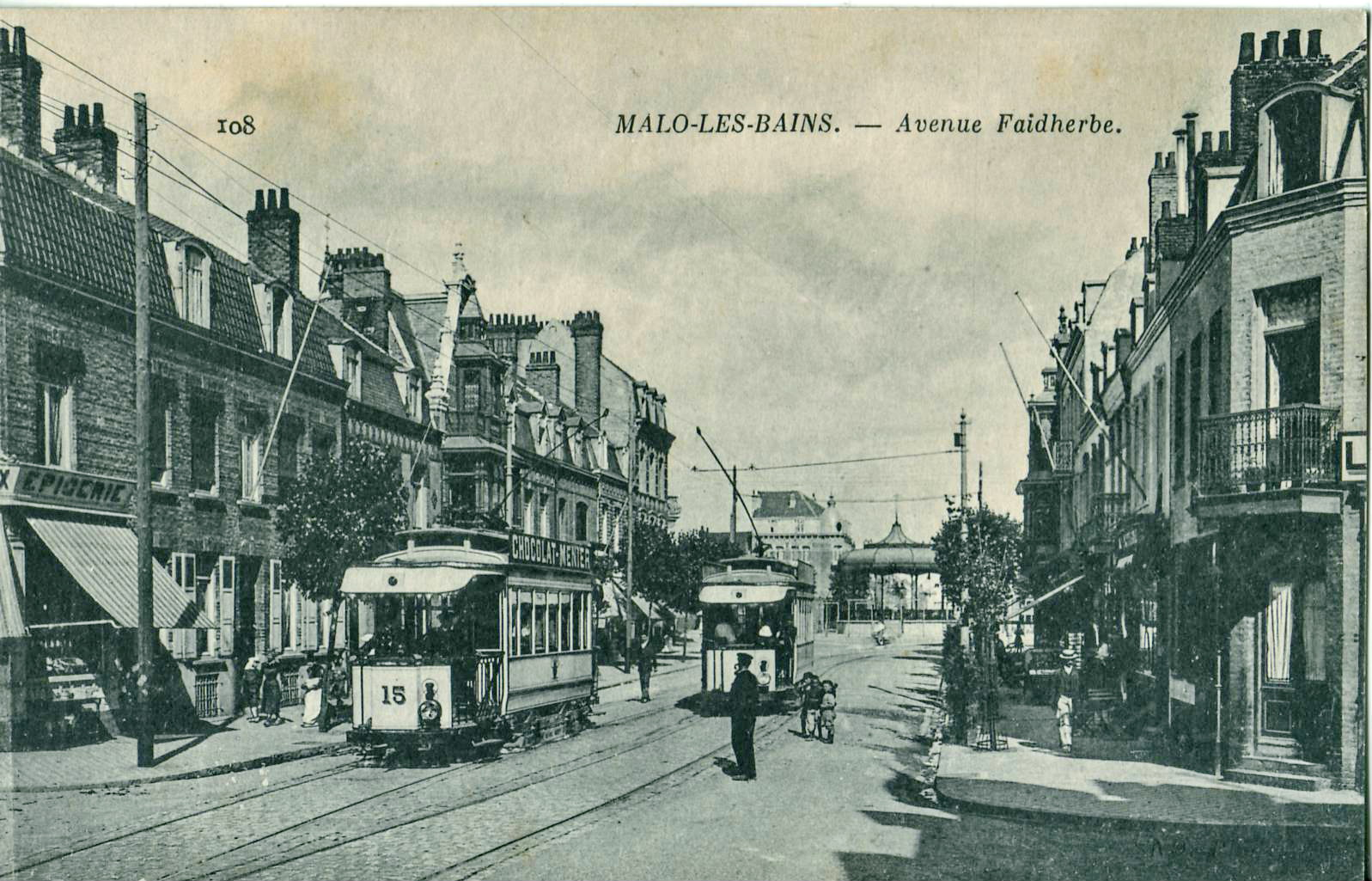
Motrice 15 à Malo-les-Bains

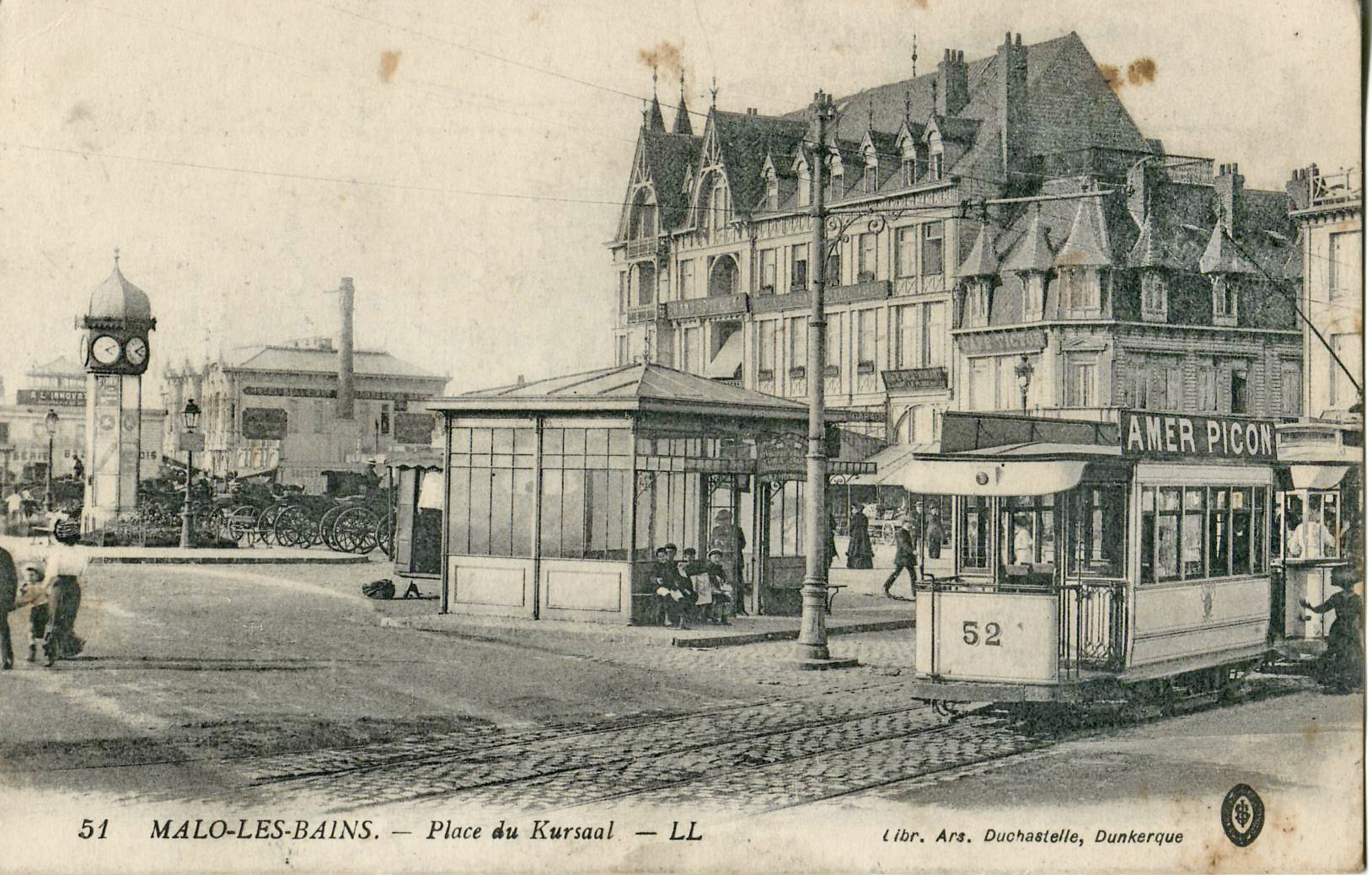
Remorque 52 et installations de la station du Kursaal, à Malo-les-Bains

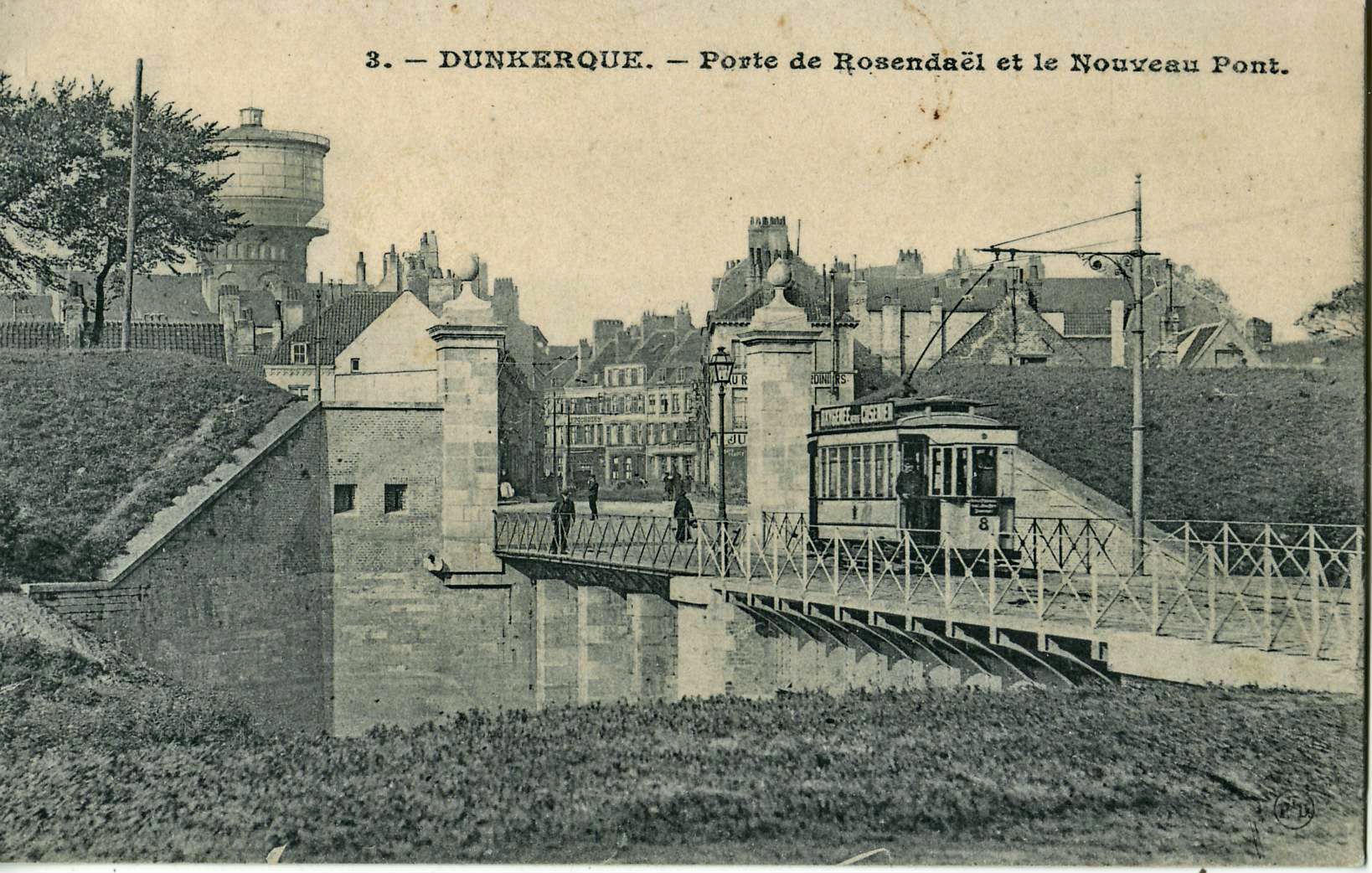
Motrice 8, modifiée avec des plates-formes fermées, à la traversée des fortifications sur la ligne de Rosendaël

Lors de l'électrification par accumulateurs de 1899, après des essais infructueux de transformation du matériel hippomobile, la compagnie acquit quatorze motrices à impériales de conception anglaise, et utilisa alors le matériel hippomobile comme remorque des tramways électriques, après que l'impériale ait été supprimée.
Le matériel roulant était peint en vert foncé.
Toutefois, cette exploitation se révéla peu satisfaisante, compte tenu du poids mort constitué par les batteries, ainsi que l'importance du temps nécessaire pour les recharger et leur sulfatage, qui dégageait des vapeurs acides désagréables pour les voyageurs et qui corrodaient les caisses de tramway... De plus, lorsque les batteries ne sont plus neuves, il devient fréquent de constater des pannes des motrices sur la ligne, et la compagnie doit se résoudre à les faire ramener au dépôt en traction hippomobile.
Dans le cadre de la ré-electrification par ligne aérienne, la compagnie acquit 34 motrices, numérotées de 1 à 34, à plates-formes ouvertes, montées sur trucks SACM et tractées par deux moteurs Jeumont de 20 chevaux, capables d'atteindre une vitesse de 20 km/h. Elles étaient dotées de deux freins, le frein mécanique à sabot et à chaîne, dit « raccagnac », ainsi qu'un frein électrique. Elles pouvaient accueillir 40 voyageurs, dont 10 sur chaque plate-forme. Durant l'exploitation, les plates-formes furent fermées (ou « vestibulées » dans le vocabulaire de l'époque) puis prolongées.

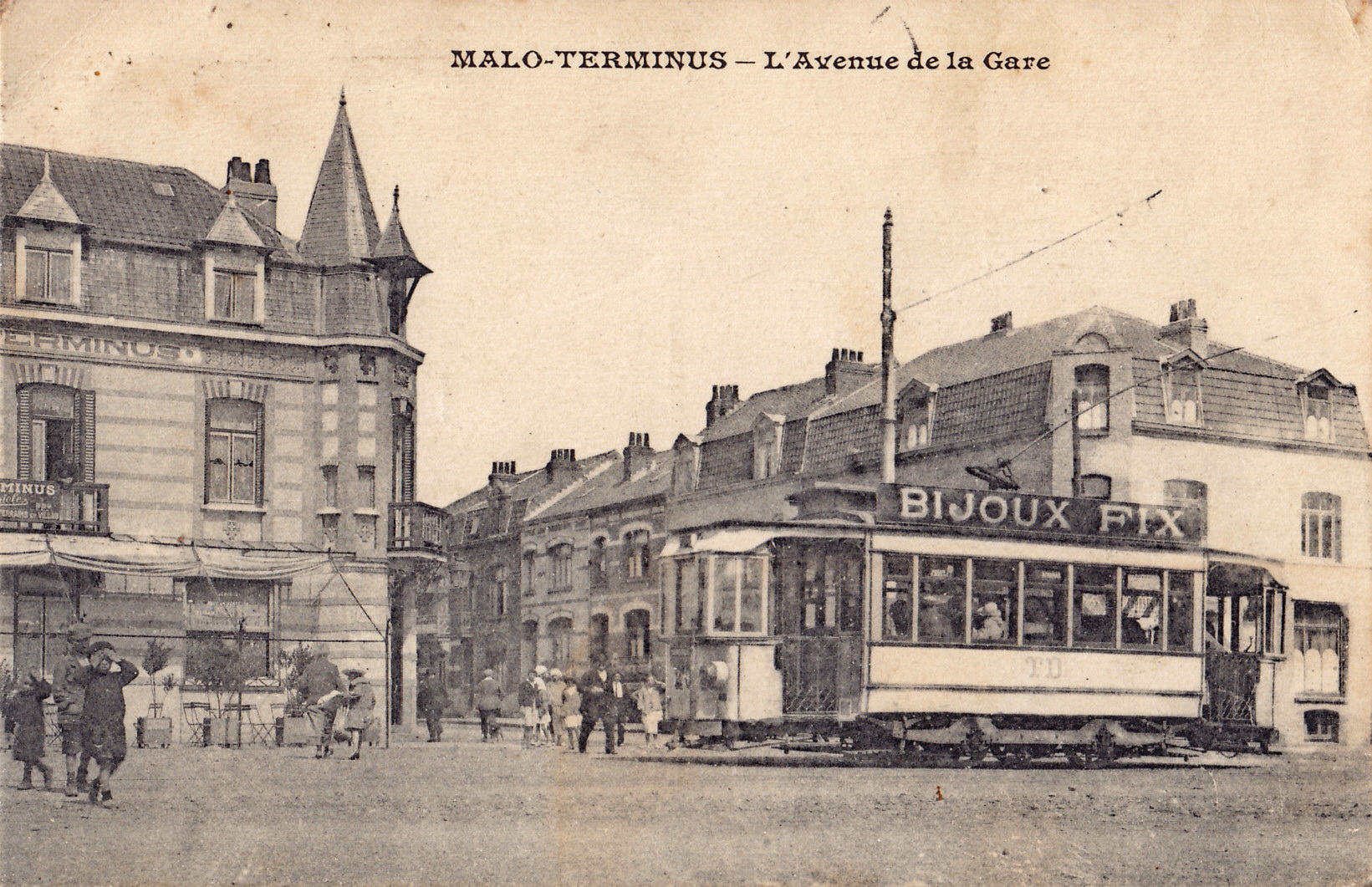
Motrice vestibulée à Malo-Terminus, dans les années 1920.

Les remorques, numérotées 36 à 59, étaient de trois modèles différents : 
- les anciens tramways électriques à accumulateurs, débarrassés de leurs impériales
- des voitures ouvertes, dites « baladeuses », à sept bancs transversaux pour 4 personnes chacun, plus deux plates-formes pouvant accueillir 8 personnes, soit 44 places au total
- des voitures fermées, identiques aux motrices, mais plus courtes.

Dans les années 1920, ces remorques furent remplacées par des voitures à plates-formes centrales identiques à celles employées à Nantes  et numérotées dans la série 70.
La livrée du matériel électrique était blanc-ivoire.
Dans l'Entre-deux-guerres, le réseau comptait une trentaine de motrices et une douzaine de remorques.

## Vestiges
Le dépôt du boulevard de la République a été vendu à la suite de la fermeture du réseau et ses bâtiments ont été préservés, de même que les culées du pont de Couderkerque sont toujours présentes bien que le site propre a depuis été construit.
Par ailleurs de nombreuses accroches pour la ligne aérienne sont encore visibles sur les façades des bâtiments.

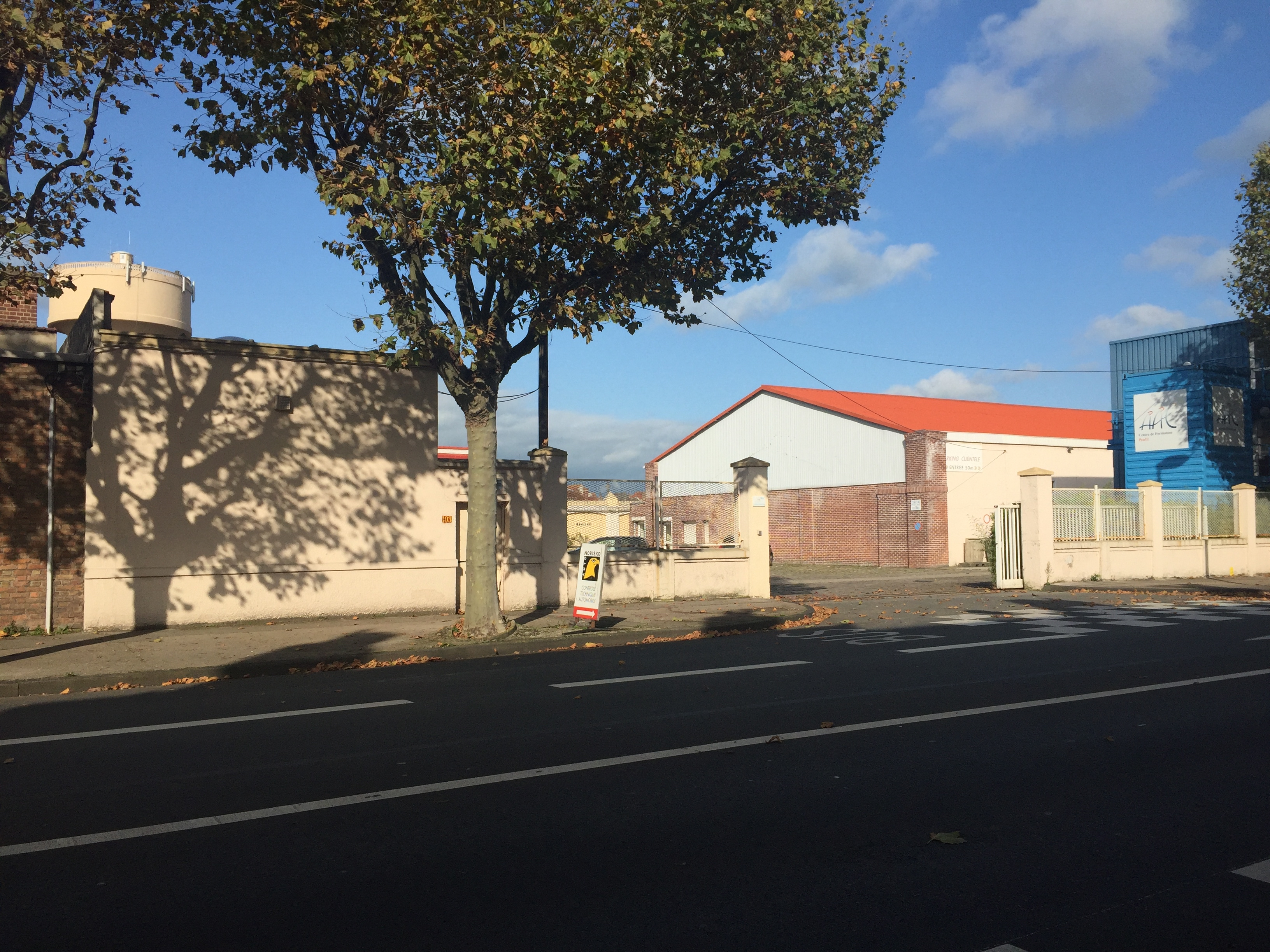
L'ancien dépôt du boulevard de la République.
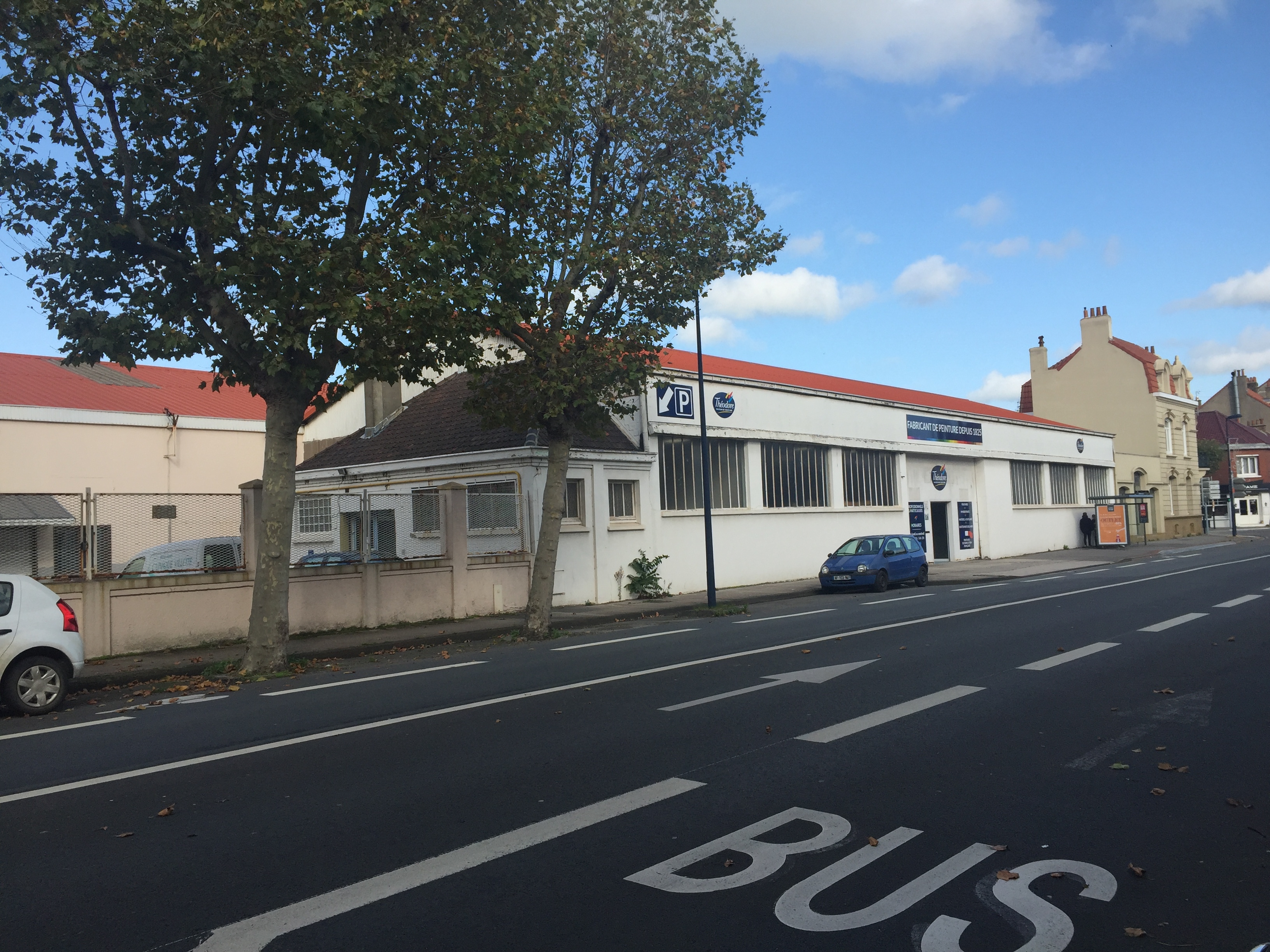
Idem.
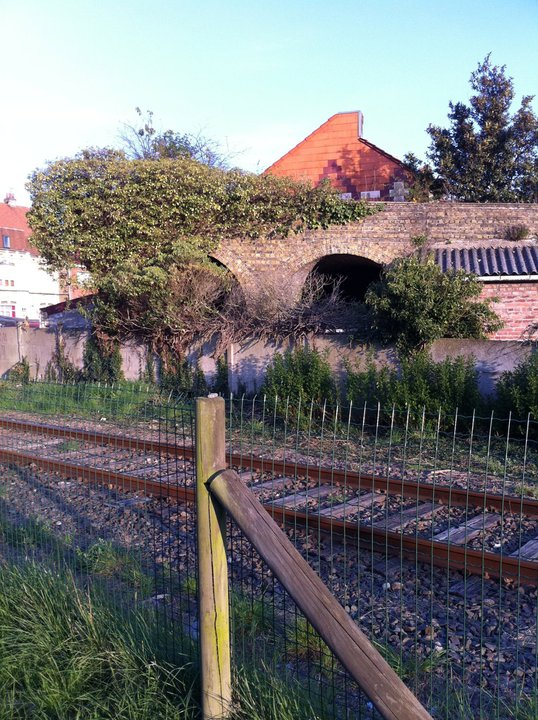
Vestiges du pont de Coudekerque surplombant la ligne de Dunkerque à Bray-Dunes.
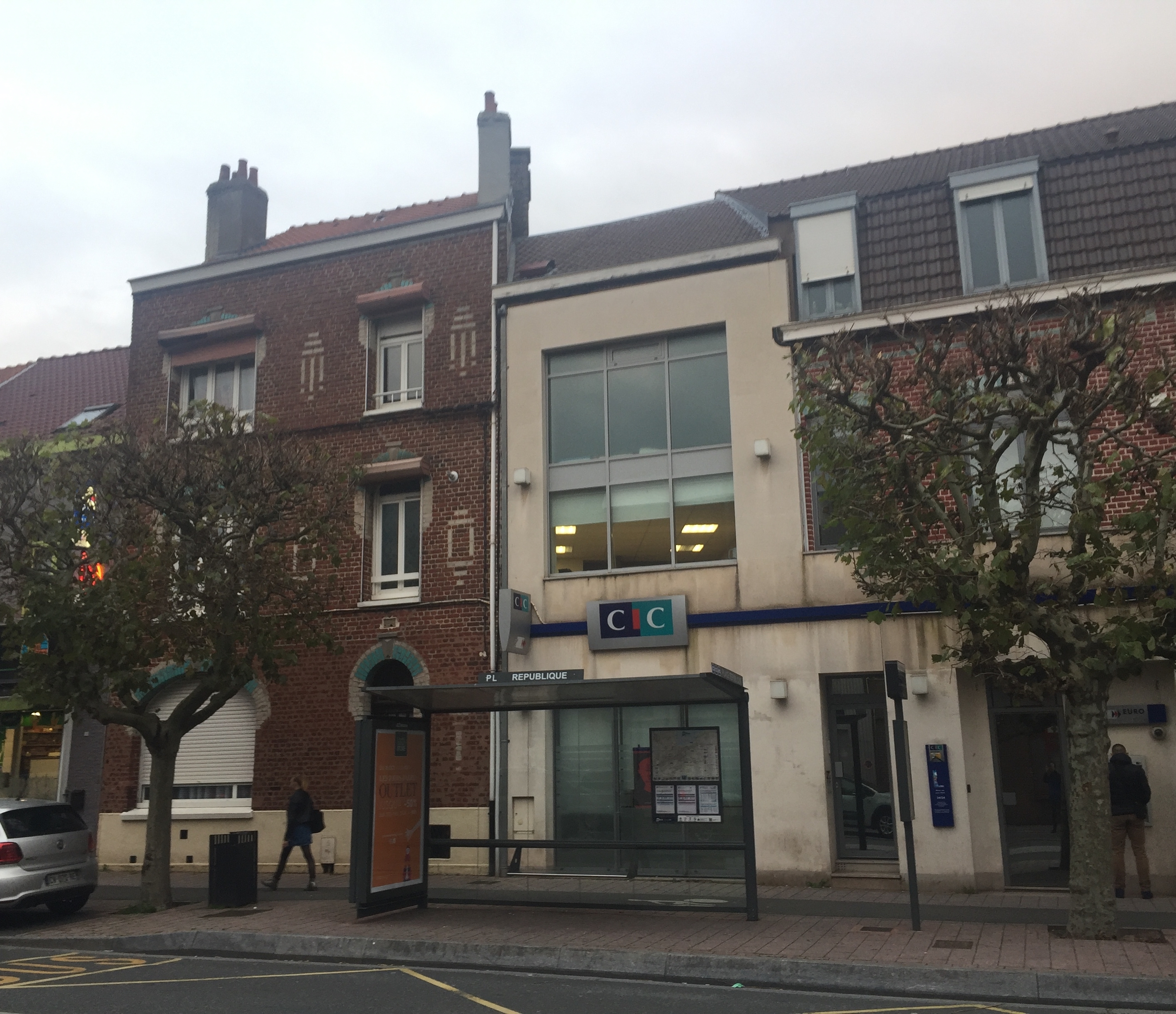
L'ancienne entrée du site propre menant au pont du tram à Coudekerque sur le boulevard Jaurès aujourd'hui construite (bâtiment blanc au centre).